# Burg Ronneburg
Die Burg Ronneburg bei Altwiedermus, einem Ortsteil der Gemeinde Ronneburg im Main-Kinzig-Kreis in Hessen, ist durch ihre Lage als Höhenburg auf einem steilen Basaltkegel weithin sichtbar und Namensgeberin des Ronneburger Hügellandes.
Ursprünglich wohl im 13. Jahrhundert als mainzische Burg zur Sicherung des Territoriums gegründet, gelangte sie 1476 in ysenburgischen Besitz. Ihre größte Bedeutung erlangte sie als Residenz der Nebenlinie Ysenburg-Büdingen-Ronneburg im 16. Jahrhundert. Die Burg weist deshalb eine sehr bedeutsame Architektur der Renaissance auf, darunter den markanten Kuppelhelm des Bergfrieds, den Zinzendorfbau und die Neue Kemenate. Im Dreißigjährigen Krieg brannte die Kernburg zunächst weitgehend aus, einige Jahre später wurde die Ronneburg geplündert. In der Folgezeit verlor sie ihre Funktion als Wehranlage und Adelssitz und diente als Zufluchtsort für gesellschaftliche Randgruppen wie die Herrnhuter Brüdergemeine. Ihre Bedeutung als Denkmal wurde um 1900 erkannt. Die gute Erhaltung der mittelalterlichen und frühneuzeitlichen Burggebäude macht sie seitdem zu einem bekannten Ausflugsziel der Region.

## Lage
Die Ronneburg liegt knapp östlich des Zentrums des Naturraumes Ronneburger Hügelland, der nach ihr benannt ist. Charakteristisch ist eine flachwellige Landschaft zwischen Wetterau und Büdinger Wald, die zum nordöstlich gelegenen Vogelsberg leicht ansteigt. Die Burganlage nimmt als Höhenburg den Gipfel eines markanten Basaltkegels (ca. 237 m ü. NHN) oberhalb des Fallbachtales (ca. 160 m ü. NHN) ein. In der Tallage südwestlich der Burg schließt sich fruchtbares Ackerland an, während die östlich gelegene Höhe (Am Steinkopf, 269 m ü. NHN) die Ronneburg überragt und bewaldet ist. Durch das Tal verlaufen bedeutende Altstraßen, besonders die Hohe Straße oder Reffenstraße, zu deren Überwachung die Burg genutzt wurde.

## Geschichte der Burg

### Gründung als kurmainzische Burg

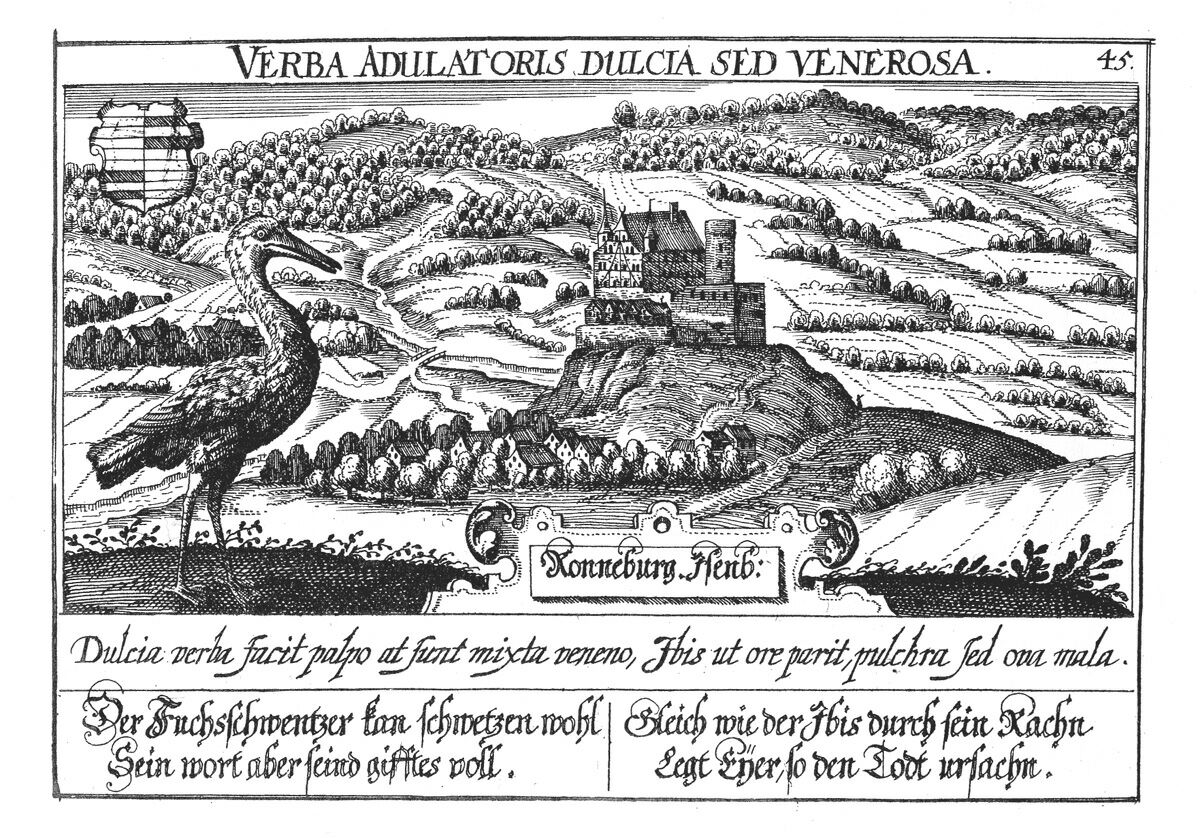
Ein Kupferstich aus dem Jahr 1631 geht wohl auf eine ältere Ansicht zurück und zeigt die Burg vor den zahlreichen Ausbauten der Renaissance. Deutlich zu erkennen der Bergfried ohne den heutigen Helm sowie der etwas übergroß dargestellte Saalbau.

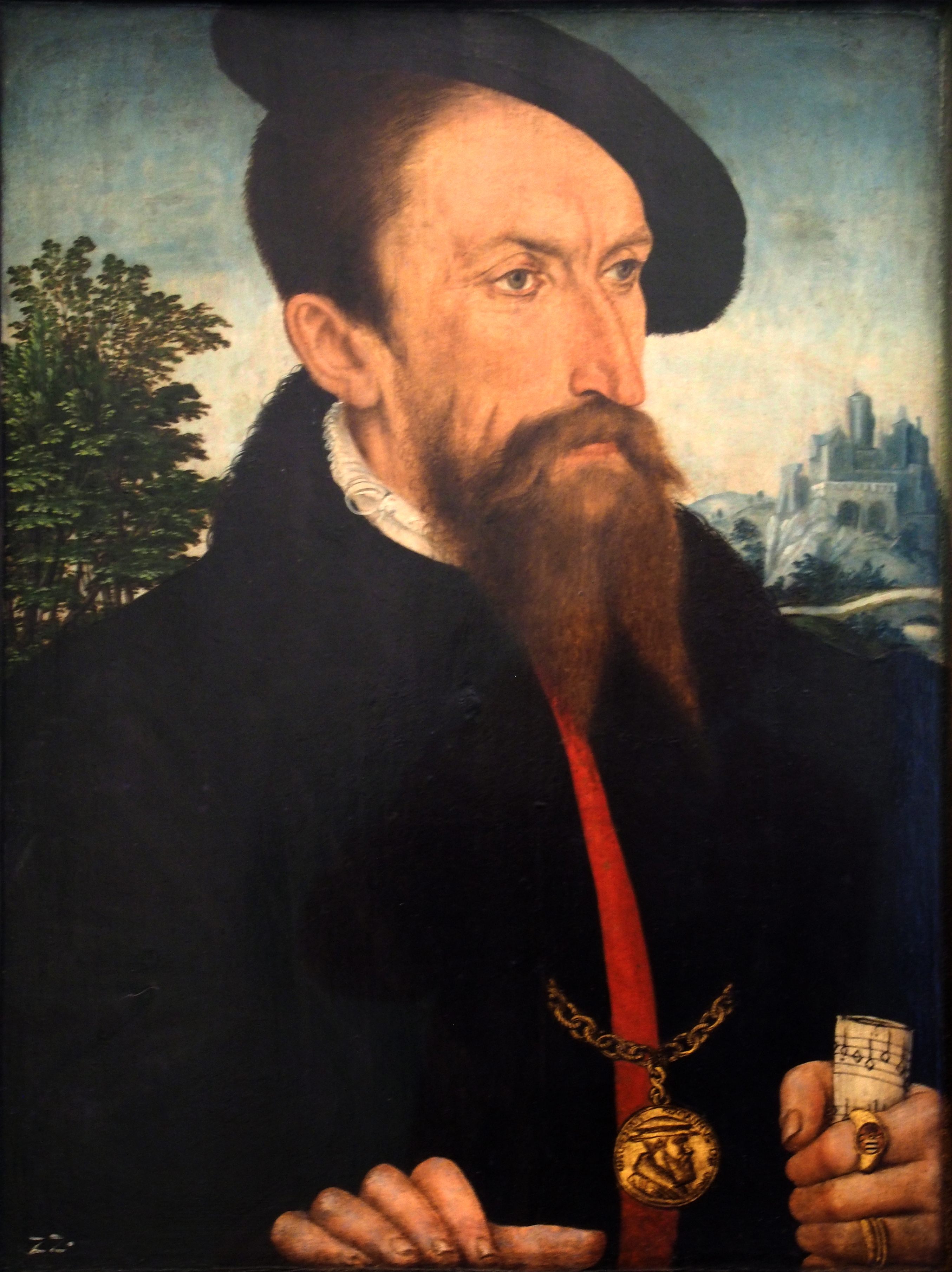
Anton von Ysenburg-Büdingen zu Ronneburg (1501–1560)

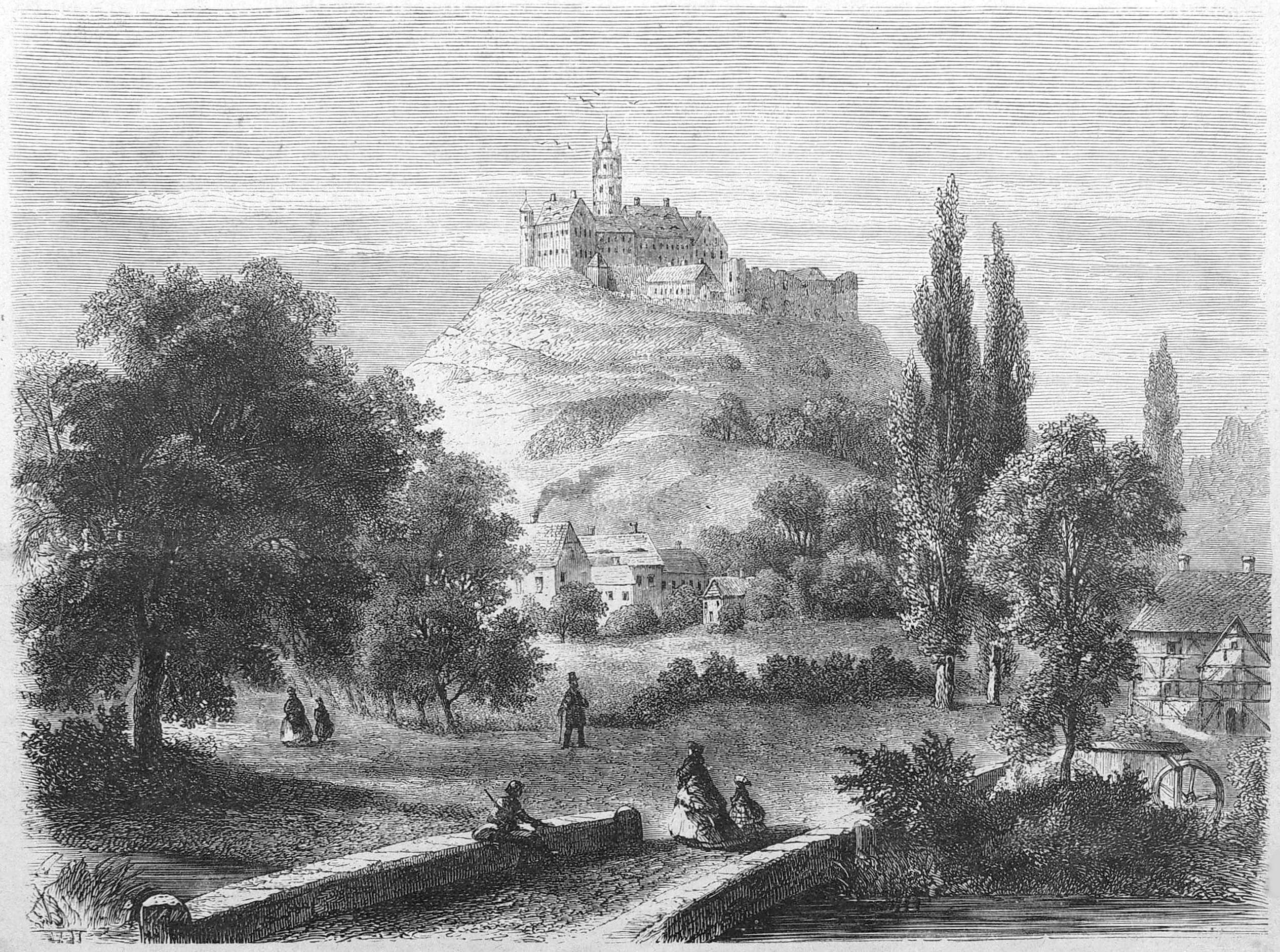
Die Ronneburg vor 1867, Illustration aus Die Gartenlaube

Als Ersterwähnung der Burg gilt eine Urkunde des Jahres 1231 oder 1258, in der sich ein Burgmann der Familie von Rüdigheim nach der Burg „de Roneburg“ nennt. Die Wehranlage dürfte mit hoher Wahrscheinlichkeit älter sein. Sie wurde möglicherweise durch die Herren von Büdingen (Gerlach I. oder Gerlach II.) zur Sicherung der umliegenden Gerichtsbezirke, des Büdinger Waldes und der vorbeiführenden Handelsstraßen erbaut, möglicherweise in der Zeit des „staufischen Endkampfes“ in der Wetterau vor dem Tod Konrads IV. Der frühere Name „Raneberg“ oder auch „Roneberg“ leitet sich vermutlich von dem althochdeutschen Wort Rone ab, was so viel wie umgefallener Baum bedeutet und auf eine viel ältere mit Palisaden befestigte Anlage hindeutet. Die ältesten bekannten Bauteile der heutigen Kernburg gehören jedoch erst in das zweite Viertel des 14. Jahrhunderts.
Vieles spricht dafür, dass es sich ursprünglich um eine Territorialburg des Erzbistums Mainz handelte: Die Ronneburg lag im mainzischen Gericht Langendiebach und sicherte dieses sowie die Waldgebiete unter kurmainzischer Kontrolle an der unteren Kinzig (auch Gelnhausen befand sich bis 1170, die Bulau bis 1277 in Mainzer Besitz). Nach dem Aussterben der Büdinger (vor 1247) fiel die Ronneburg zunächst nicht an deren Haupterben, die Grafen von Ysenburg, sondern sie befand sich bei der Ersterwähnung im Besitz der Familie von Hohenlohe. Gottfried III. von Hohenlohe-Brauneck verkaufte sie 1313 an das Erzbistum Mainz.
Das Bistum verpfändete die Burg ab 1327 an die Ritter von Rockenberg, die sie erweiterten. 1339 bis 1356 war die Anlage wieder unter der Verwaltung des Erzbistums. 1356 wurde die stark ausgebaute Burg erneut verpfändet, und zwar an die Herren von Cronberg: Hartmut VI. und Frank VIII. von Cronberg, die dem Erzbischof Gerlach von Nassau auch vorher immer wieder mit Geld ausgeholfen hatten, erhielten die Burg als Pfand für 18 000 kleine Goldgulden. Die Cronberger blieben bis 1407 auf Ronneburg. In dieser Zeit entstanden weitere An- und Umbauten (Kapellenerker des Saalbaus). Ab 1424 war die Burg erneut verpfändet, diesmal an den Grafen von Hanau.

### Ysenburgische Burg und Residenz
1476 überschrieb der Mainzer Erzbischof Diether von Ysenburg, wohl als Folge der Mainzer Stiftsfehde, die Burg seinem Bruder, dem Grafen Ludwig II. von Ysenburg-Büdingen. Nach dem Tode Ludwigs im Jahre 1511 erschütterte ab 1517 ein Erbfolgekrieg zwischen seinen drei Söhnen das Büdinger Land. 1523 fiel die Burg an Philipp von Ysenburg-Büdingen, der die Linie Ysenburg-Büdingen-Ronneburg begründete. Als Residenz dieser Linie erhielt die Ronneburg ihre endgültige Form als Renaissanceschloss.
Auf Philipp von Isenburg-Ronneburg folgte sein Sohn Anton, der 15 Kinder hatte. Doch blieben die Ehen seiner Söhne kinderlos. Es regierten nacheinander die Brüder Georg und Heinrich. Nach der Erbauung des Schlosses Kelsterbach durch den dritten Sohn Antons, Wolfgang von Ysenburg-Ronneburg, wurden sie einige Male als Grafen von Isenburg-Büdingen-Kelsterbach erwähnt. Mit den Umgestaltungen durch den Grafen Heinrich hatte die Ronneburg eine letzte Blütezeit.
Nach dem Tode Heinrichs von Ysingen-Ronneburg im Jahre 1601 erlosch die Linie bereits wieder. Wolfgang Ernst I. von Ysenburg-Büdingen in Birstein berief sich auf sein Erbrecht und nahm die Burg als heimgefallenes Lehen mit Gewalt in seinen Besitz. Sie diente aber in der Folgezeit weiter als Sitz für die Witwe Heinrichs.

### Die Ronneburg in der Neuzeit
Bei einem durch Unachtsamkeit des Burggrafen verursachten Brand wurden 1621 große Teile der Burg zerstört, darunter die Neue Kemenate und der Obere Torbau. Die Funktion als Witwensitz fand damit ihr Ende. Dreizehn Jahre später fiel die schwer beschädigte, leer stehende Ronneburg im Dreißigjährigen Krieg einer Plünderung durch kroatische Reitertruppen zum Opfer. Eine Wiederherstellung erfolgte erst nach Kriegsende, wobei die Neue Kemenate nicht mehr auf die volle, ursprüngliche Gebäudehöhe aufgebaut wurde.
Ihre Funktion als Amtssitz des vormaligen Gerichts Langendiebach (später ysenburgisches Amt Ronneburg) verlor die Ronneburg zum Ende des 17. Jahrhunderts durch einen Verkauf von der Linie Isenburg-Birstein an Isenburg-Büdingen. Das Amt war bereits 1645 um das Gericht Selbold erweitert worden, zu dessen Verwaltungssitz schließlich 1698 Langenselbold erhoben wurde.
Den calvinistischen Ysenburg-Büdingern ist es zu verdanken, dass sich ab 1700 protestantische Exilanten auf der Burg niederlassen durften. Sie wurde für lange Zeit Zufluchtsort für religiös Verfolgte, die Schweizer Mystikerin Ursula Meyer hatte unter anderem hier zwischen 1715 und 1719 156 Aussprachen, und „Unbehauste“ (Juden und Zigeuner), die in den Räumen der Burg auch handwerklichen Tätigkeiten nachgingen. So befand sich am Ende des 18. Jahrhunderts in der Hofstube eine Wollwaren-Manufaktur. 1736 zog Graf von Zinzendorf mit seiner Herrnhuter Brüdergemeine ein und machte die Burg zu einem viel besuchten Wallfahrtsort. Schon zwei Jahre später war die Anlage jedoch zu klein für die Glaubensbrüder, sie gründeten auf einen nahe gelegenen Hügel die Siedlung Herrnhaag. Ab 1750 wanderten viele dieser Siedler nach Amerika und in andere Länder aus.
Die Ronneburg wurde auch in der Folgezeit unter verschiedenen Pächtern eher von Randgruppen bewohnt. Die große Zahl der Bewohner führte dazu, dass sie 1821 im Zuge einer Verwaltungsreform zur selbständigen Gemeinde, jedoch ohne Gemarkung, wurde. Bereits 1829 wurde dies wieder rückgängig gemacht. Als die Gebäude nach Sturmschäden zunehmend verfielen, nahm auch die Zahl der Bewohner in der Mitte des 19. Jahrhunderts ab. 1838 wurden die Gebäude der Vorburg abgebrochen, was von der Verwaltung offensichtlich aufgrund der unliebsamen Bewohner gefördert wurde. Der Verkauf des Abbruchmaterials sollte offenbar teilweise die sinkenden Mieteinnahmen ausgleichen. 1870 erfolgten weitere Verkäufe auf Abbruch, doch verließ erst im Jahre 1885 der letzte Bewohner die Burg.
Die in Hessen zu dieser Zeit entstehende Denkmalpflege wurde auf die Anlage besonders durch den 1890 von Heinrich Wagner verfassten Band über die Kunstdenkmäler des Kreises Büdingen aufmerksam. Die Bekanntheit wurde in der folgenden Zeit gesteigert durch Besuche der Jugendbewegung und von Wandervereinen aus den umliegenden Städten. Erstmals 1905 wurde die Ronneburg unter Denkmalschutz gestellt. Um den Erhalt und die Erforschung der Baugeschichte hat sich besonders der Büdinger Architekt und Historiker Peter Nieß (1895–1965) verdient gemacht, der 1936 eine gründliche Baugeschichte vorlegte. Gefördert wurde dies vom Ysenburger Fürstenhaus durch Friedrich Wilhelm zu Ysenburg und Büdingen und seinen Nachfolger Otto Friedrich zu Ysenburg und Büdingen. Im Jahr 1952 konnte das Burgmuseum eröffnet werden, 1967 wurde im Marstall ein Restaurant eröffnet. Die bauliche und museale Betreuung wurde 1988 in einem Patenschaftsvertrag zwischen dem Besitzer und dem Förderkreis Freunde der Ronneburg e. V. geregelt.
Im Juni 2004 verkaufte Wolfgang Ernst zu Ysenburg und Büdingen die Ronneburg an die Forfin GmbH, deren Geschäftsführer und alleiniger Gesellschafter, Joachim Benedikt Freiherr von Herman auf Wain, ein Vetter seiner Frau ist.

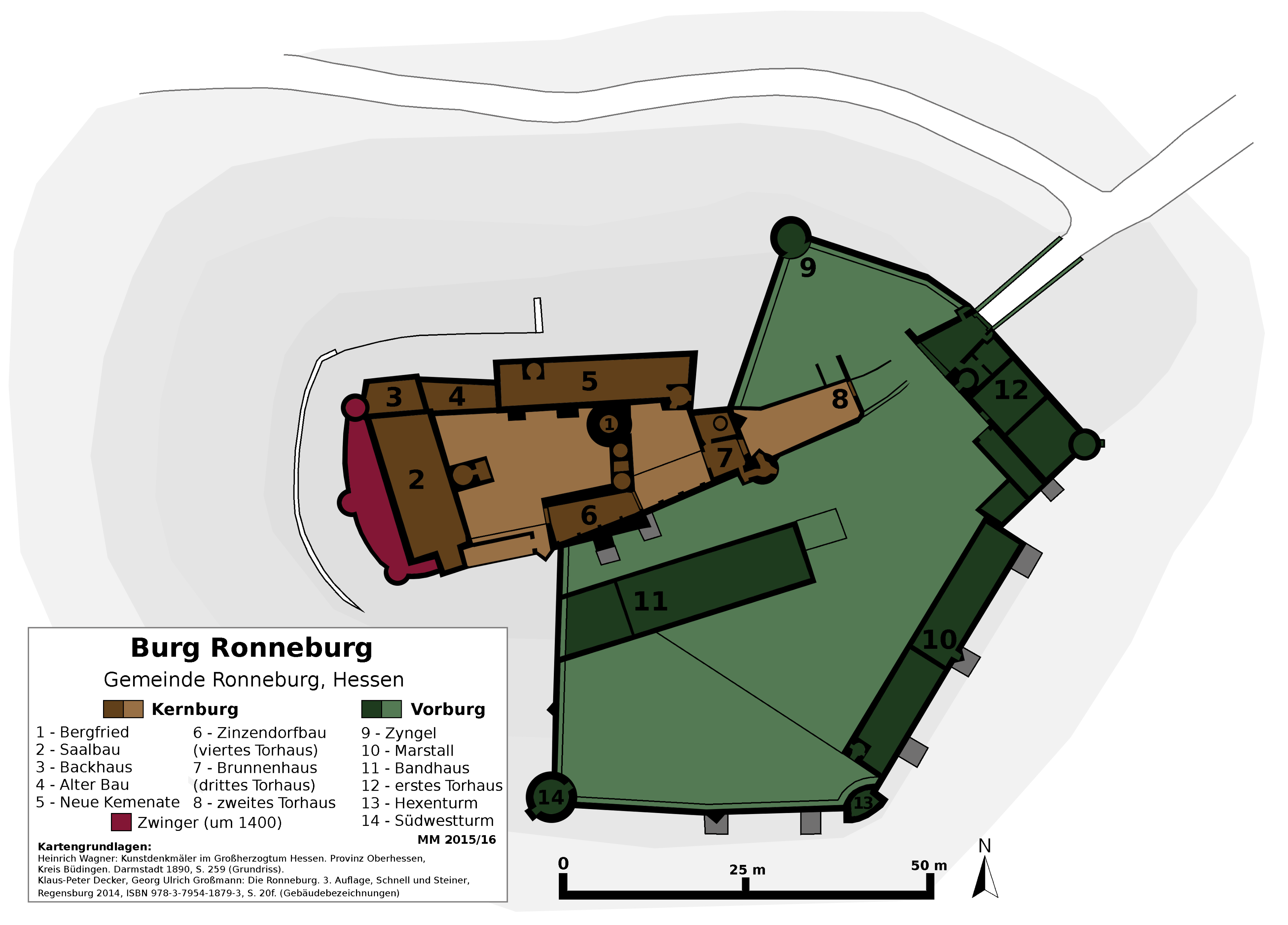
Grundrissplan (Kernburg braun, Vorburg grün)

## Anlage
Die rechteckige Kernburg mit ihrer kräftigen Wehrmauer hebt sich im Grundriss der Ronneburg deutlich hervor. Sie ist mit dem Bergfried und dem Saalbau der älteste Bauteil aus dem zweiten Viertel des 14. Jahrhunderts. Die ausgedehnte Vorburg im Süden und Osten der Anlage entstammt einer späteren Bauphase aus den Jahren 1538–1550.

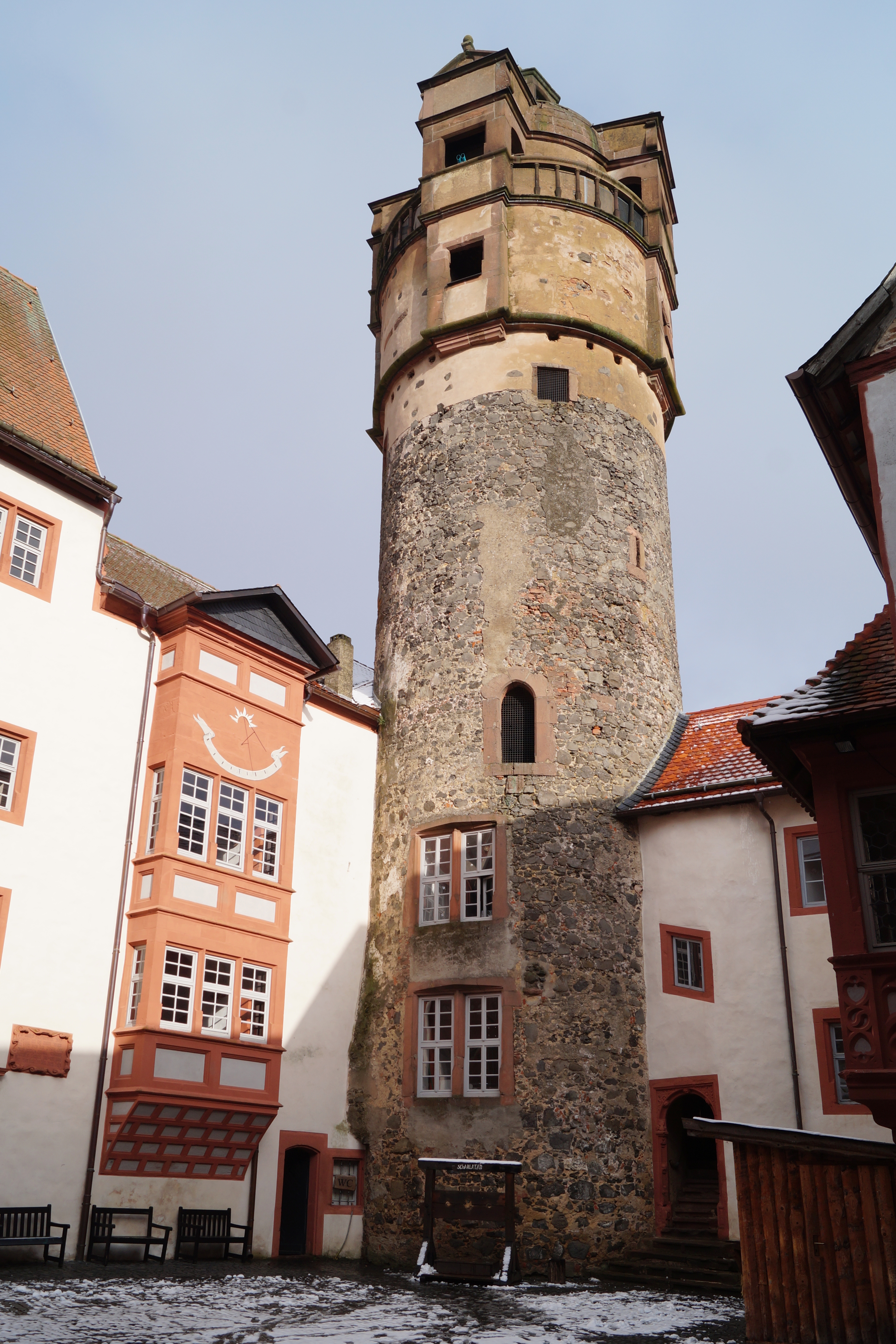
Bergfried

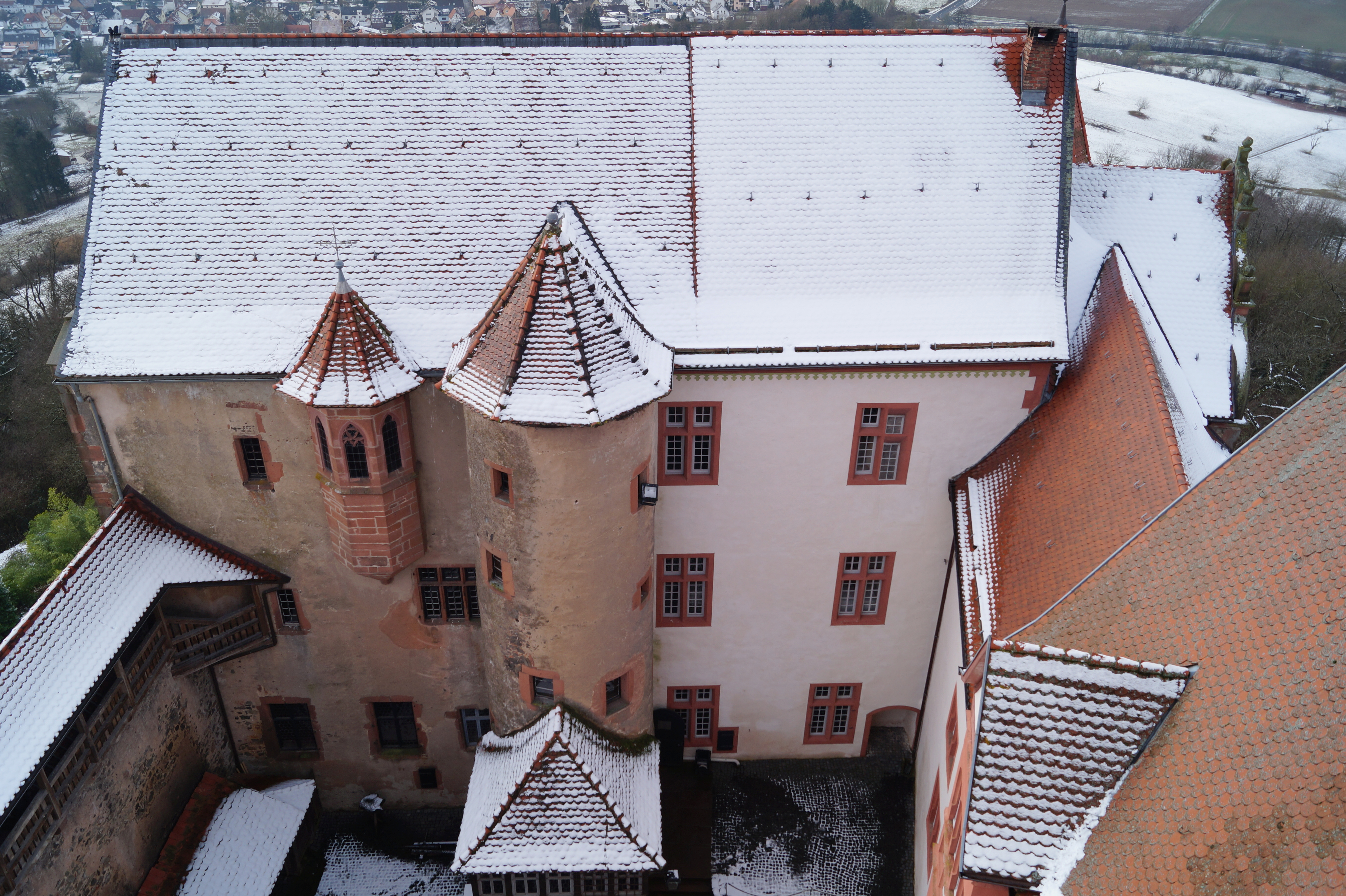
Blick auf den Saalbau vom Bergfried

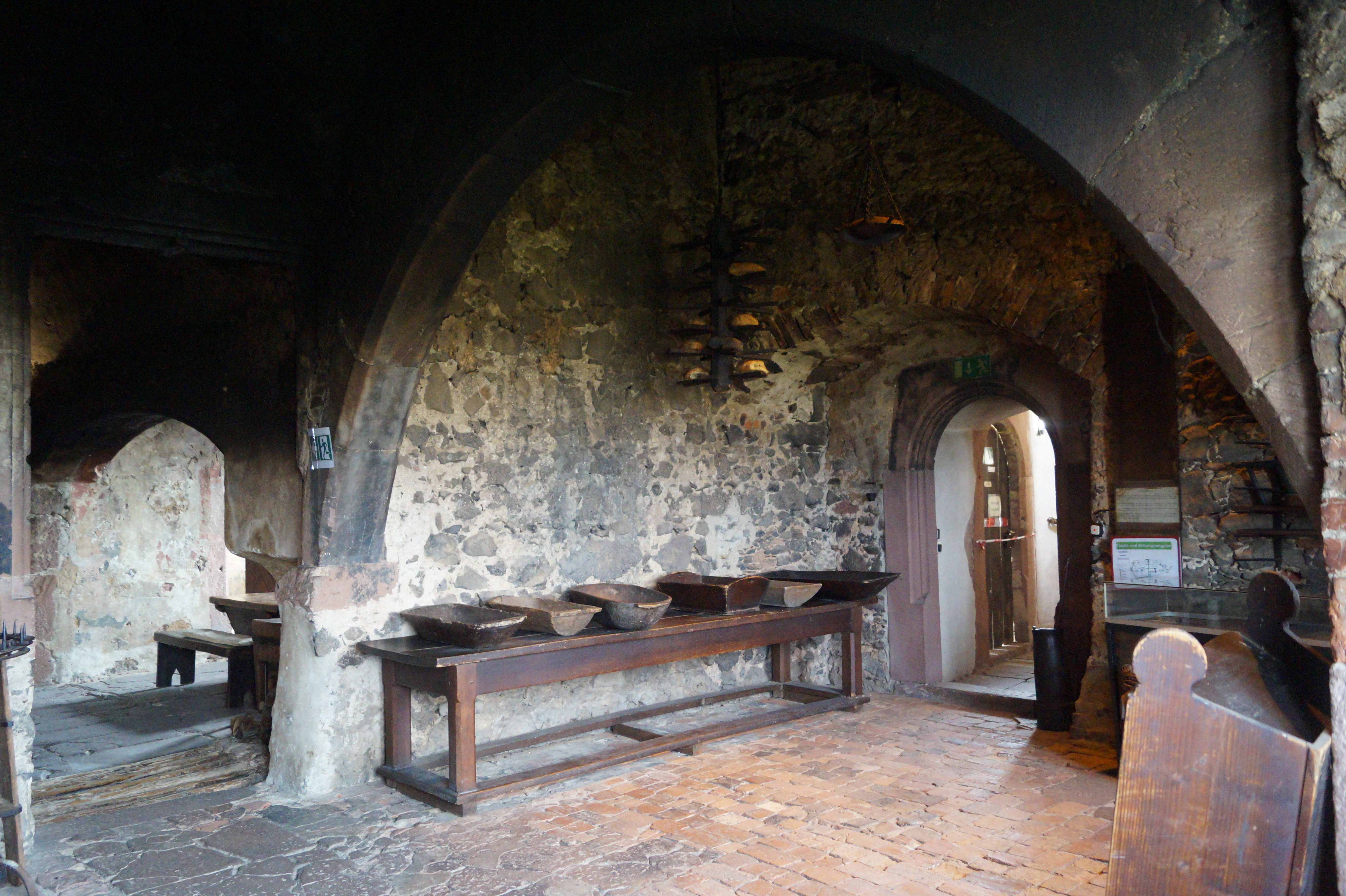
Innenansicht des Backhauses mit erkennbar rußgeschwärzten Wänden

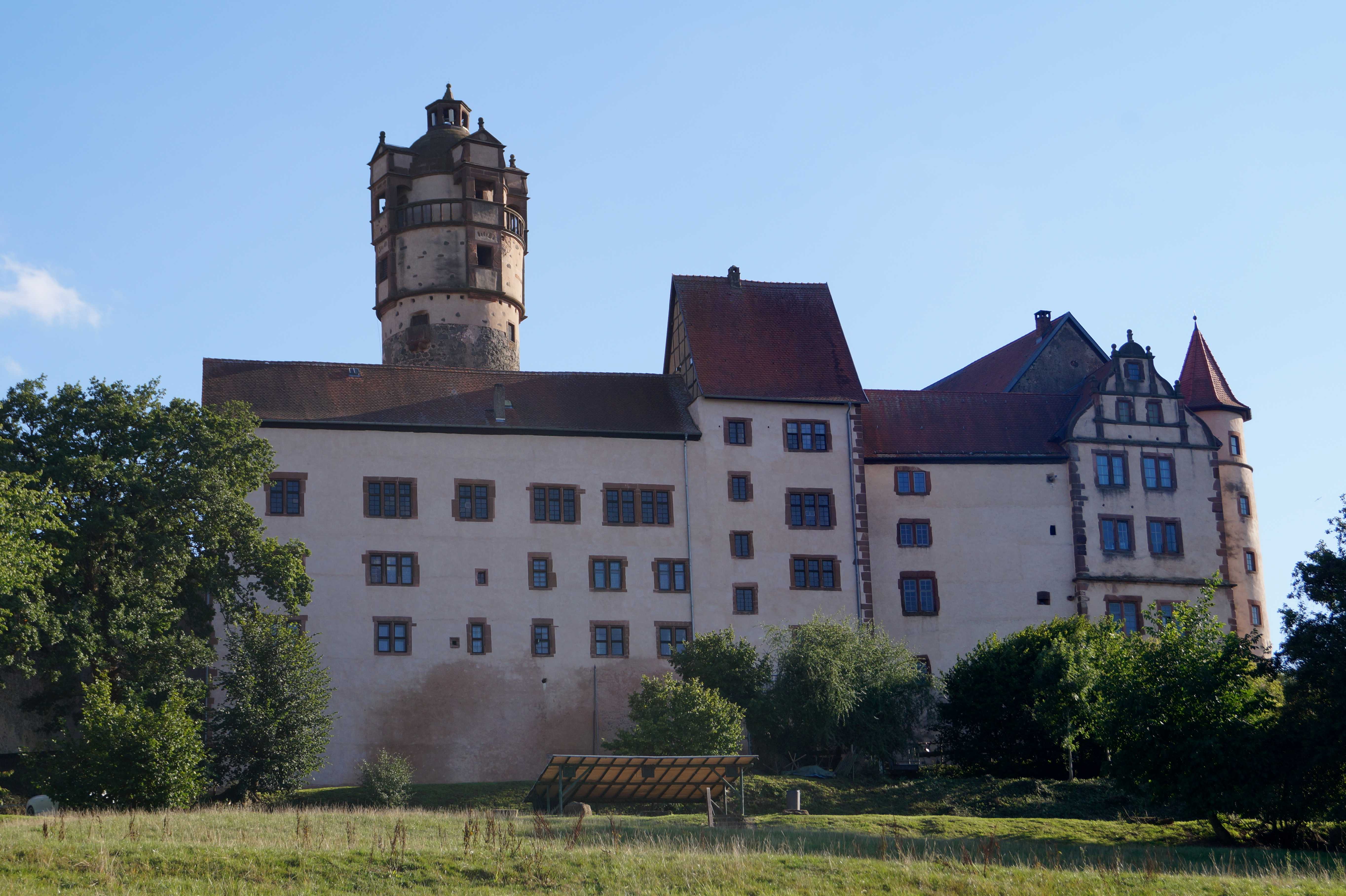
Nördliche Außenseite der Kernburg (v. l. n. r.): Neue Kemenate (unter dem Bergfried), Alter Bau und Backhaus mit Renaissancegiebel und Treppenturm

### Kernburg
Die Kernburg der Ronneburg enthält die ältesten Gebäude der Burg. Die Wehrmauer der Kernburg aus Bruchsteinen enthält keine romanischen Elemente. Sie gehört wohl in das zweite Viertel des 14. Jahrhunderts. Die Ringmauer umschloss die rechteckige Kernburg. Im Westen war sie in der frühesten Bauphase durch den Saalbau, im Osten durch den Bergfried und das oberste Tor verstärkt, die alle dieser ersten Bauphase angehören.
Im späten 14. Jahrhundert wurde der Saalbau durch Hinzufügung eines Kapellenerkers umgebaut. In der gleichen Zeit umgab man diesen mit einem Zwinger und es entstand das Tor am späteren Brunnenhaus. In einer weiteren Bauphase im 15. Jahrhundert wurde die Kernburg nach Norden erweitert, sodass die Gebäude des Nordflügels (Backhaus, Alter Bau und Neue Kemenate) im ehemaligen Burggraben stehen. Zur Errichtung des später sogenannten „Alten Baues“ wurde die nördliche Wehrmauer als Hoffassade integriert und das Gebäude nach außen angefügt.
Die bedeutendsten Umbauten in der Kernburg fallen in die Zeit der Nutzung als Residenz und damit in die Renaissance, hauptsächlich in die Jahre um 1540. Erneuter Umbau um 1570 (Neuer Wohnbau, Zinzendorfbau) und ab 1576 (Helm des Bergfriedes).

#### Bergfried
Der 32 Meter hohe Bergfried hat einen runden Grundriss mit einem Durchmesser von etwas mehr als acht Metern. Sein bis zum Helm einheitliches Mauerwerk gehört wahrscheinlich der frühesten Bauphase an. Im dünneren Mauerwerk des geräumigen Saales im vierten Stock zeigen die Reste einer in die Mauer eingelassenen Treppe, dass dieser bereits zum Renaissancehelm gehört. Der ursprüngliche Eingang ist an der Hofseite im dritten Stock auf etwa zehn Metern Höhe als spitzbogige Pforte zu erkennen. Die beiden darunterliegenden Geschosse dienten als Verlies und waren nur von oben über ein Angstloch im Gewölbe zugänglich. Die heutigen Fenster wurden 1581 eingebaut. Man durchbrach die Wand zu deren Einbau, als man auch diese Geschosse zu Wohnzwecken nutzen wollte. Ein neuer seitlicher Zugang war bereits im 15. Jahrhundert durch einen angebauten Treppenturm mit Wendeltreppe entstanden. Die 57-stufige Wendeltreppe innerhalb des Bergfriedes beginnt deshalb erst im dritten Stock und setzt über einem dreiarmigen Bogen an, da man das ehemalige Loch zum Verlies anscheinend noch nicht zubauen wollte.
Der markante Renaissancehelm der Burg entstand zwischen 1576 und 1581 und wurde vom Baumeister Joris Robin aus Ypern gestaltet. Über dem geschlossenen fünften Geschoss folgt ein Umgang auf 25 Meter Höhe mit Balustrade. Der Umgang ist in den vier Hauptrichtungen durch einen Vorbau mit kleinen Giebeln unterbrochen, durch den er hindurchgeführt wird. Die beiden obersten Geschosse sind heute über eine Holztreppe erreichbar. Die aus Quadern gemauerte Kuppel darüber schließt in einer Laterne ab. Der Renaissancehelm des Ronneburger Bergfriedes orientiert sich an italienischen Kuppellaternen dieser Zeit und gehört damit zu den bemerkenswertesten Renaissancearchitekturen in Hessen.

#### Saalbau
Der sogenannte Saalbau (auch Palas genannt) befindet sich an der Westseite der Kernburg und gehört im Kern zu den ursprünglichen Gebäuden der Burg. Das heutige Gebäude besitzt eine Grundfläche von 25 × 11,5 m und nimmt die volle Breite der westlichen Kernburg ein. An seiner Südseite schließt sich der Wehrgang zum oberen Torbau nahtlos an. Der mittig vor dem Gebäude über dem Kellerhals angesetzte Treppenturm ist eine Ergänzung des 15. Jahrhunderts. Die Überdachung des Kellerzugangs mit Fachwerkstube stammt aus dem Jahr 1555. An der hofseitigen Fassade fällt links des Treppenturms im Obergeschoss ein polygonaler Erker aus Sandsteinquadern mit Kreuzstockfenstern auf. Er entstand im letzten Drittel des 14. Jahrhunderts, als man dort eine gotische Kapelle einrichtete, deren Apsis er bildete. Neben einem Gewölbekeller, sowie größeren Wohn- und Hofstuben enthält das Gebäude eine Burgküche, die aber erst in der Renaissance dort eingerichtet wurde. Zuvor enthielt das Erdgeschoss einen größeren Saal, der zu einem kleineren Saal mit Küche umgebaut wurde. Im Mittelgeschoss sind Fachwerkwände des 15. Jahrhunderts erhalten. Das Obergeschoss musste nach dem Brandschaden von 1621 in größerem Umfang erneuert werden, weshalb nur an den steinernen Architekturteilen noch mittelalterliche Substanz vorhanden ist.
Burgkapelle im Saalbau

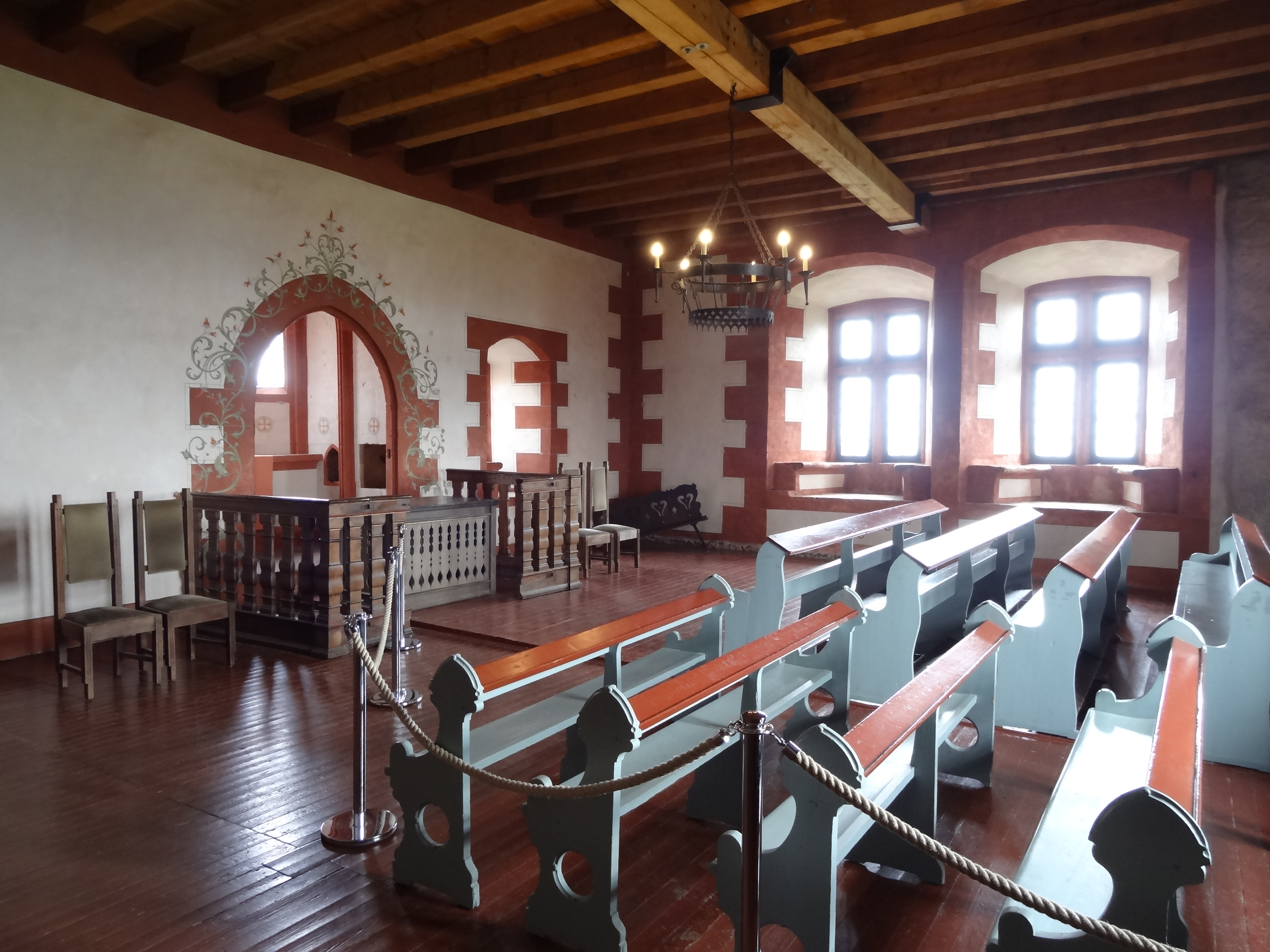
Blick in die heutige Burgkapelle im Obergeschoss des Saalbaues
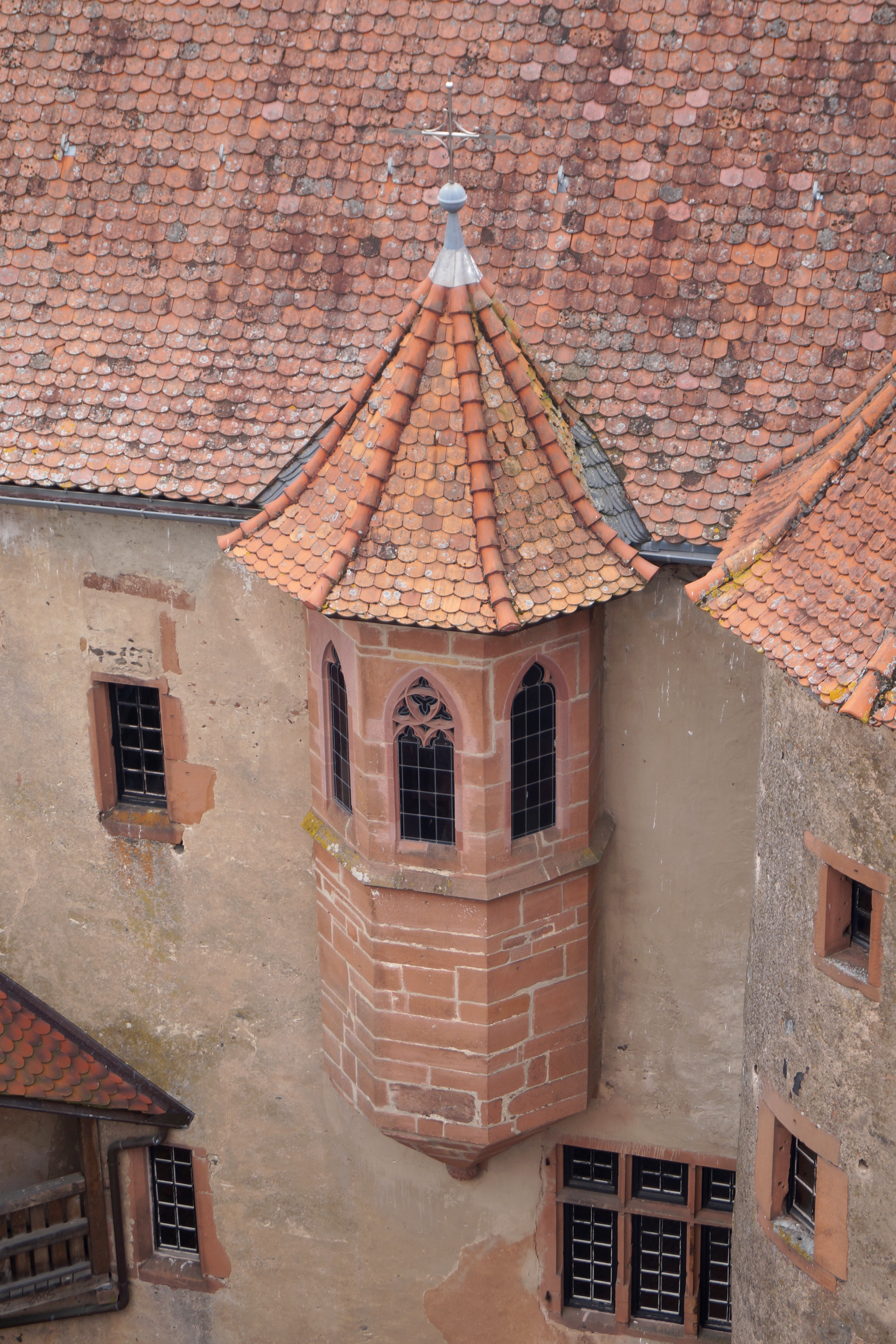
Detailansicht des Kapellenerkers
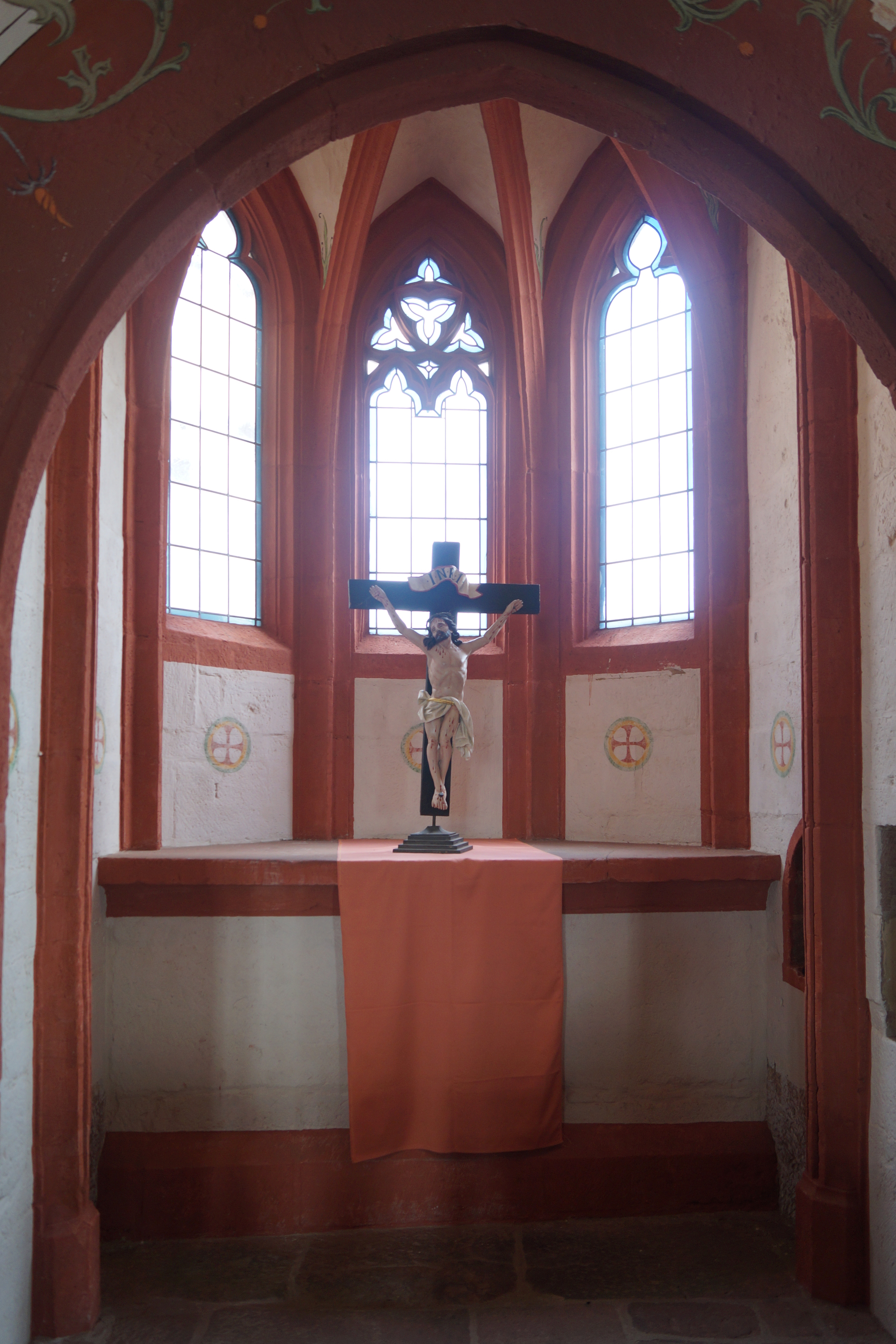
Innenansicht

#### Backhaus
Unmittelbar nördlich des Saalbaus im Winkel zwischen diesem und dem Alten Bau befindet sich das Backhaus. Es weist an der Außenseite einen stattlichen Renaissancegiebel auf und stammt aus dem 16. Jahrhundert. Der unmittelbar an das äußere Eck anstoßende Schalenturm des spätmittelalterlichen Zwingers wurde beim Ausbau des Gebäudes als Treppenturm erweitert.

#### Alter Bau
Der Alte Bau nimmt den Bereich zwischen dem Erker der östlich gelegenen Neuen Kemenate, dem Saalbau und dem Backhaus ein. Im Kern stammt das Gebäude wohl aus dem 15. Jahrhundert. Ein Portal an der Hofseite trägt die Jahreszahl 1572. Auf der Hofseite befinden sich nur drei renaissancezeitliche Fenster, die wohl nachträglich eingefügt wurden. An der Feldseite mit dem vermutlich älteren Mauerwerk sind eine überdachte Schießscharte aus der Mitte des 16. Jahrhunderts sowie eine zugemauerte Lichtnische für einen Abort erkennbar.

#### Neue Kemenate

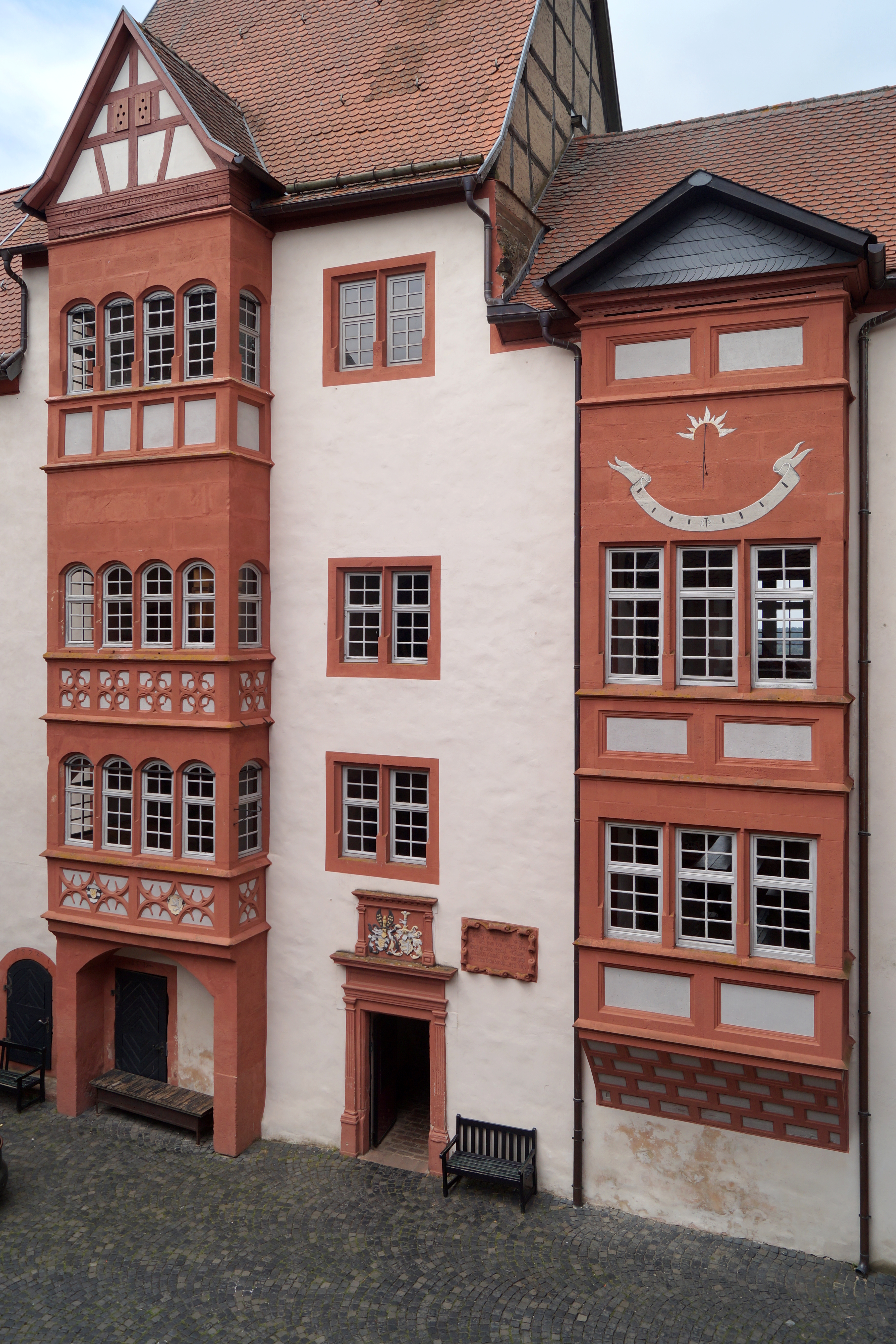
Hofseitig repräsentativ gestaltete Fassade der Neuen Kemenate mit den beiden kunsthistorisch wertvollen Erkern

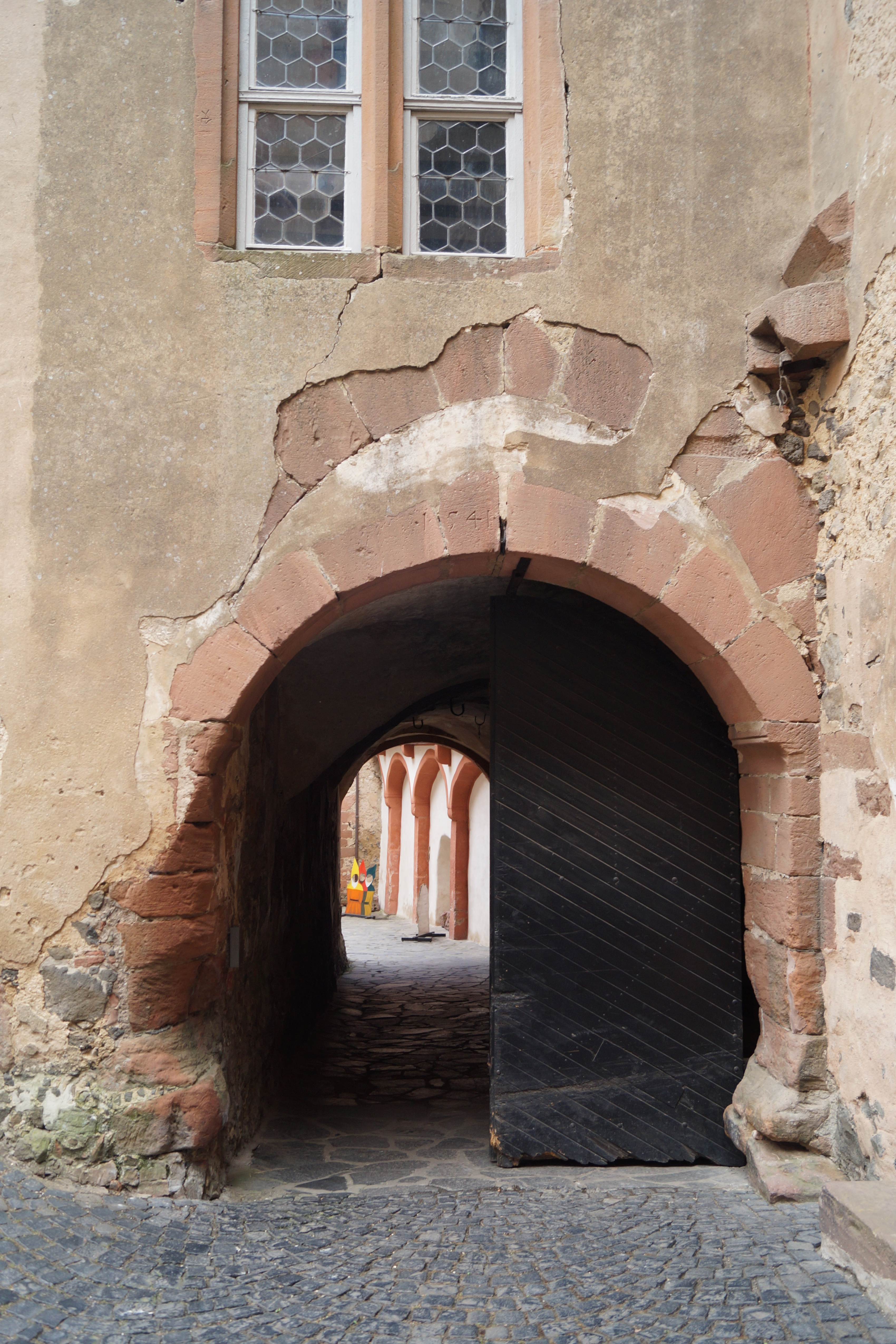
Innerer Torbogen des vierten Torhauses mit den wohl ältesten Bauteilen der Burg

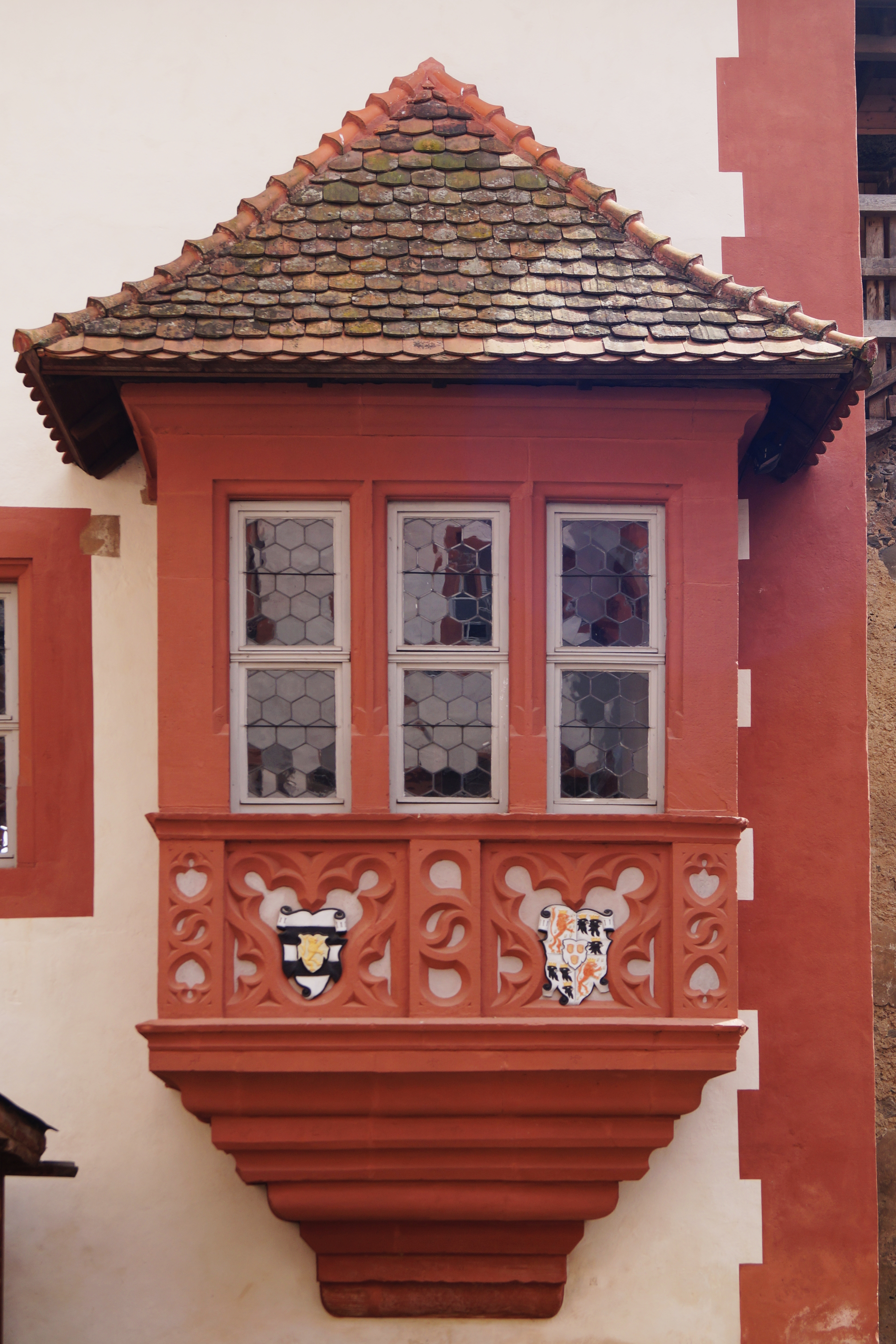
Erker am Zinzendorfbau mit den Wappen des Grafen Heinrich von Ysenburg-Ronneburg und seiner ersten Gemahlin Maria von Rappoltstein

Mit der Hochzeit des Grafen Heinrich von Ysenburg-Ronneburg und der Gräfin Elisabeth von Gleichen-Tonna im Jahr 1572 entsprach die Ronneburg nicht mehr dem Repräsentations- und Wohnbedürfnis einer gräflichen Residenz. Das Paar ließ deshalb ab 1573 die Neue Kemenate (seltener: Neuer Wohnbau) an der Nordostseite der Kernburg errichten. Das Gebäude enthält an der Hofseite die Wehrmauer des 14. Jahrhunderts mit erkennbar sehr dickem Mauerwerk und unter dem linken Erker ein Portal von 1537, das in die Apotheke führt.
Der stattliche viergeschossige Bau ist 32,5 Meter lang und nicht ganz neun Meter breit. Die hofseitige Fassade wird durch zwei hohe Erker gegliedert, von denen einer als Standerker ausgeführt ist. Am linken Erker sind in den beiden Hauptgeschossen das Blendmaßwerk und im Untergeschoss die Wappen der Bauherren auffällig. Am rechten Erker befinden sich Spiegelquader, die sorgfältig mit schachbrettartigem Muster verziert sind. Sie stellen ein herausragendes Beispiel renaissancezeitlicher Steinmetzkunst dar. Aufgrund des Brandes von 1621 ist das oberste Geschoss des Erkers, das heute eine Sonnenuhr trägt, nicht original. Zwischen beiden Erkern befindet sich das Portal mit dem Wappen von Ysenburg und von Gleichen, daneben der Grundstein mit Inschrift aus dem Jahr 1573.
Die Neue Kemenate enthält im Erdgeschoss eine bereits in älteren Inventaren genannte Apotheke. Die darüberliegenden Geschosse mit den Erkern enthalten größere Wohngemächer, die im westlichen Gebäudeteil vom hofseitigen Erker bis zur Außenwand reichen. Der Raum im ersten Obergeschoss (Unteres Herrengemach) wird von zwei Kreuzrippengewölben mit floralen Motiven überspannt. Der Raum im zweiten Obergeschoss (Mittleres Herrengemach) hat die gleichen Dimensionen, ist jedoch mit aufwendigen figürlichen Wandmalereien versehen (Christophorus, David und Goliath, Salomonisches Urteil, Kain und Abel). Zwischen diesen vorwiegend alttestamentarischen Szenen befindet sich eine renaissancezeitliche Burgenlandschaft, die auf gedruckte Vorlagenblätter des 15. Jahrhunderts zurückgeht. Bemerkenswert ist außerdem die Wandinschrift „FRID IST BESSER DENN KRIEG DIWEIL UNGEWIS IST DER SIG“.
Die Nutzung der einzelnen Geschosse ist aus Inventaren weitgehend bekannt: Im ersten Obergeschoss befand sich die Wohnung des Grafen Heinrich, im zweiten Obergeschoss die seiner Gemahlin sowie weiterer Angehöriger. Weitere Wohngemächer befanden sich im dritten Obergeschoss, das aber durch den Brand von 1621 nicht original erhalten ist. Jedes Geschoss besaß am Übergang zum Alten Bau einen Abort. Jede Wohnung bestand aus einem beheizbaren Gemach und einer Schlafkammer.
Innenansichten der Neuen Kemenate

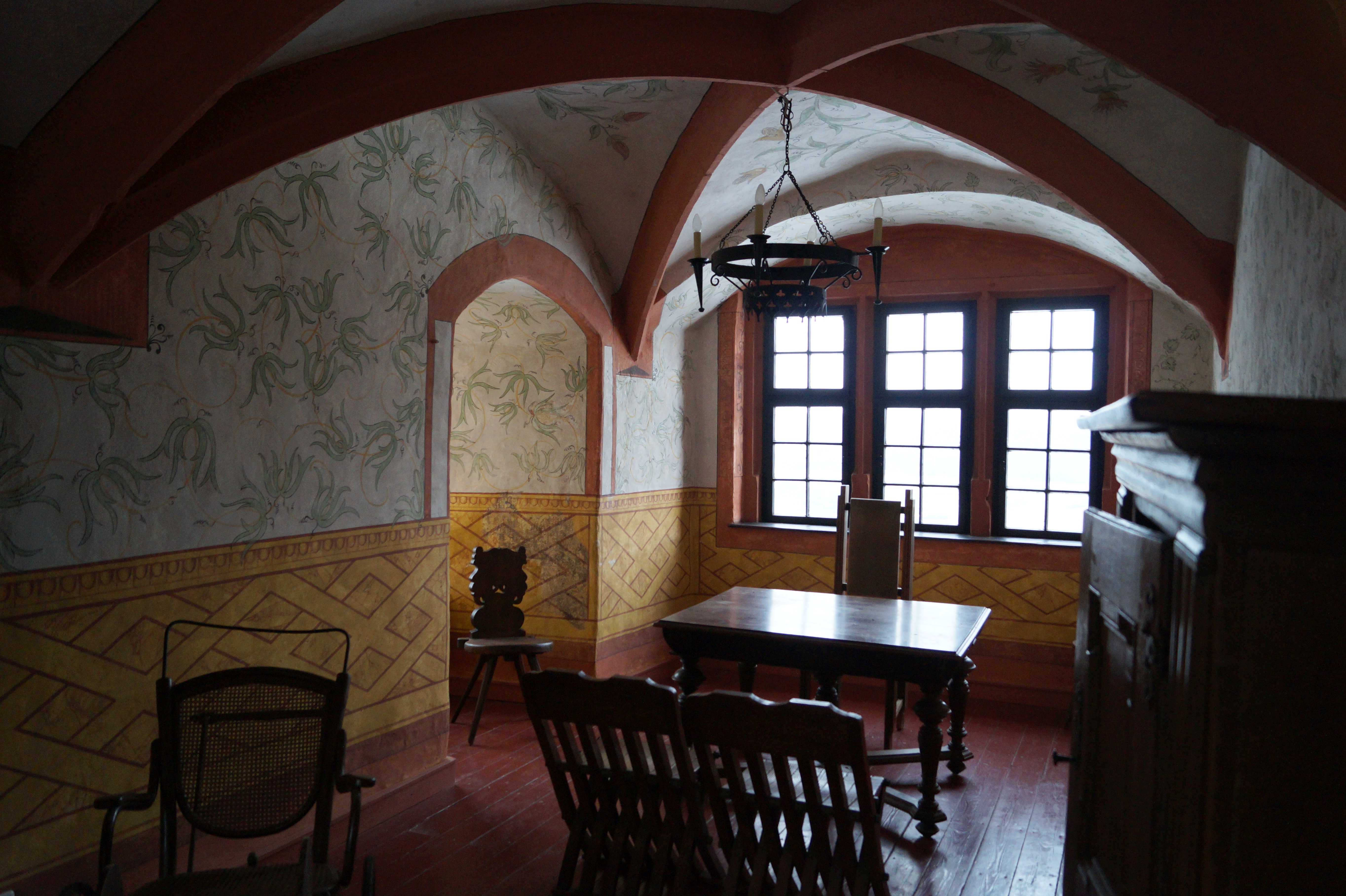
Mittleres Herrengemach im ersten Obergeschoss der Neuen Kemenate
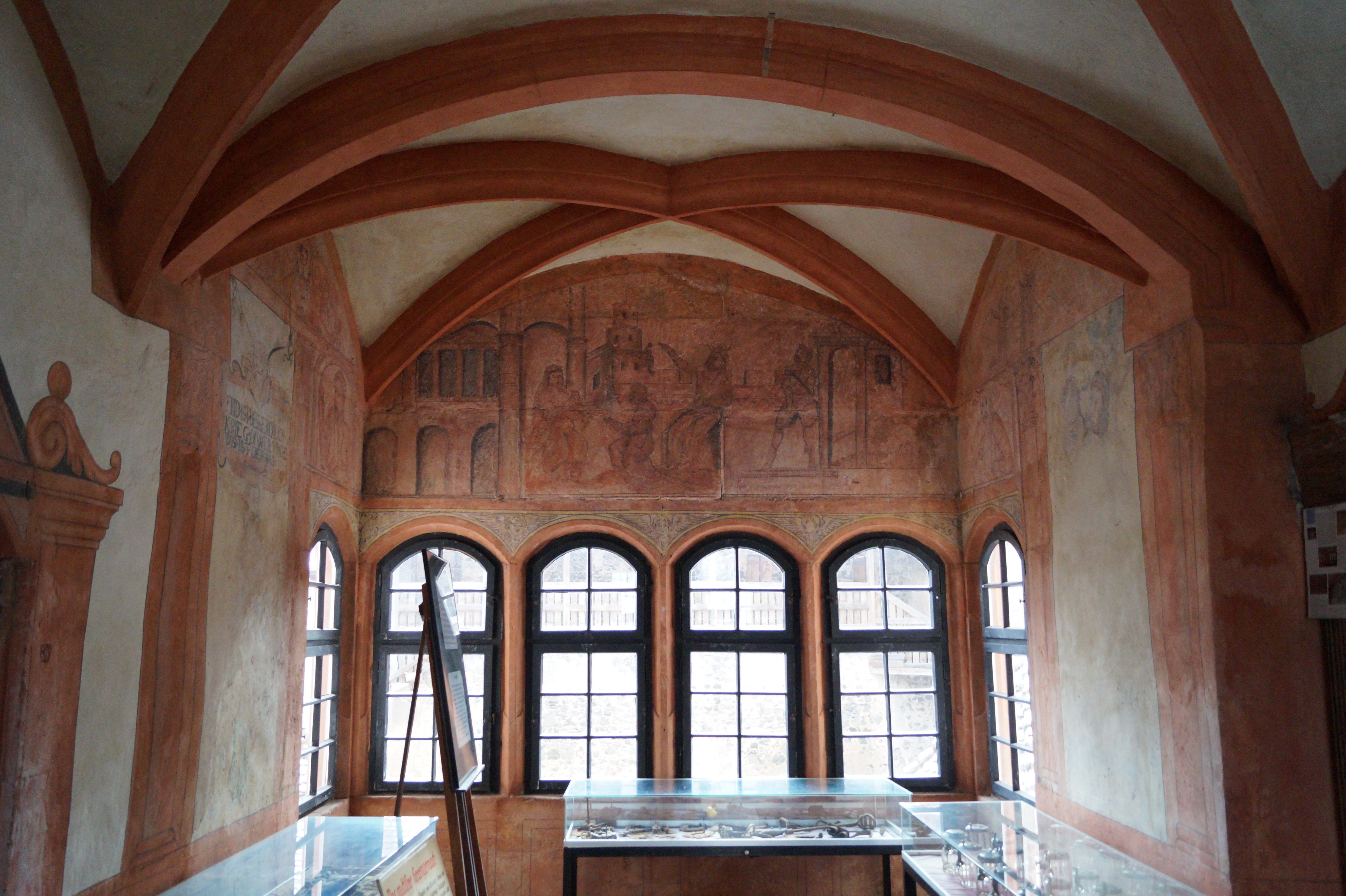
Bemaltes Erkergewölbe im 2. Obergeschoss
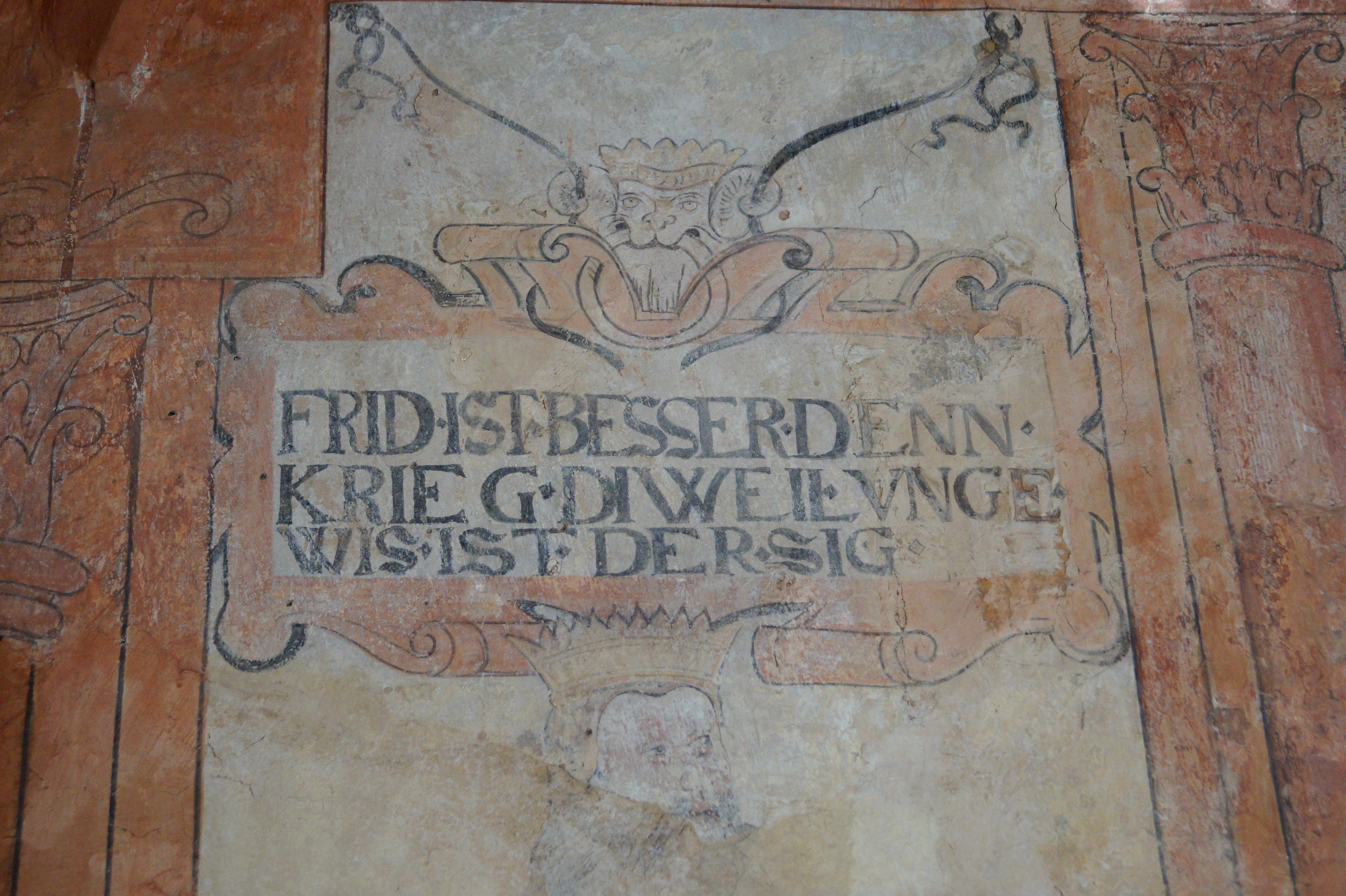
Wandinschrift

#### Zinzendorfbau (Viertes Torhaus)
Am Zinzendorfbau und dem integrierten innersten Torhaus sind alle Bauepochen der Burg anzutreffen. Der äußere Torbogen aus dem Jahr 1570 sitzt auf Eckquadern des 14. Jahrhunderts. Die Durchfahrt wird von einem Kreuzgratgewölbe überspannt, das Reste der renaissancezeitlichen Bemalung aufweist. Der innere Torbogen zum Burghof ist auf das Jahr 1541 datiert, weist jedoch ebenfalls spätmittelalterliche Seitenwände auf, deren Kämpfer möglicherweise zu den ältesten Bauteilen der Burg gehören. Der heutige Zinzendorfbau wurde 1570 an Stelle eines älteren Torhauses errichtet und erhielt seinen Namen erst im 20. Jahrhundert. Vielleicht trug das Gewölbe über der Tordurchfahrt ursprünglich eine söllerartige Wehrplattform.
Das Gebäude besitzt an der Hofseite einen reich verzierten Erker mit Blendmaßwerk, für den sich ganz ähnliche Beispiele in Büdingen befinden. In das Maßwerk der Fensterbrüstung ist das Wappen des Grafen Heinrich von Ysenburg-Ronneburg und seiner ersten Gemahlin Maria von Rappoltstein eingefasst. Am benachbarten Treppenbau befindet sich ein Grundstein mit der Jahreszahl „1570“.
Das Obergeschoss des Gebäudes über dem Torhaus wird komplett von einem Saal eingenommen, der als Neue Kirche seit dem 18. Jahrhundert von der ansässigen Glaubensgemeinschaft genutzt wurde (benannt nach Nikolaus Ludwig von Zinzendorf als Zinzendorfsaal). Ursprünglich war es wohl ein größerer Wohnraum aus der Bauzeit von 1570. Er weist zum Hof und an der Außenseite jeweils einen rechteckigen, gotisierend überwölbten Erker mit Rippengewölbe auf.

#### Brunnenhaus (Drittes Torhaus)

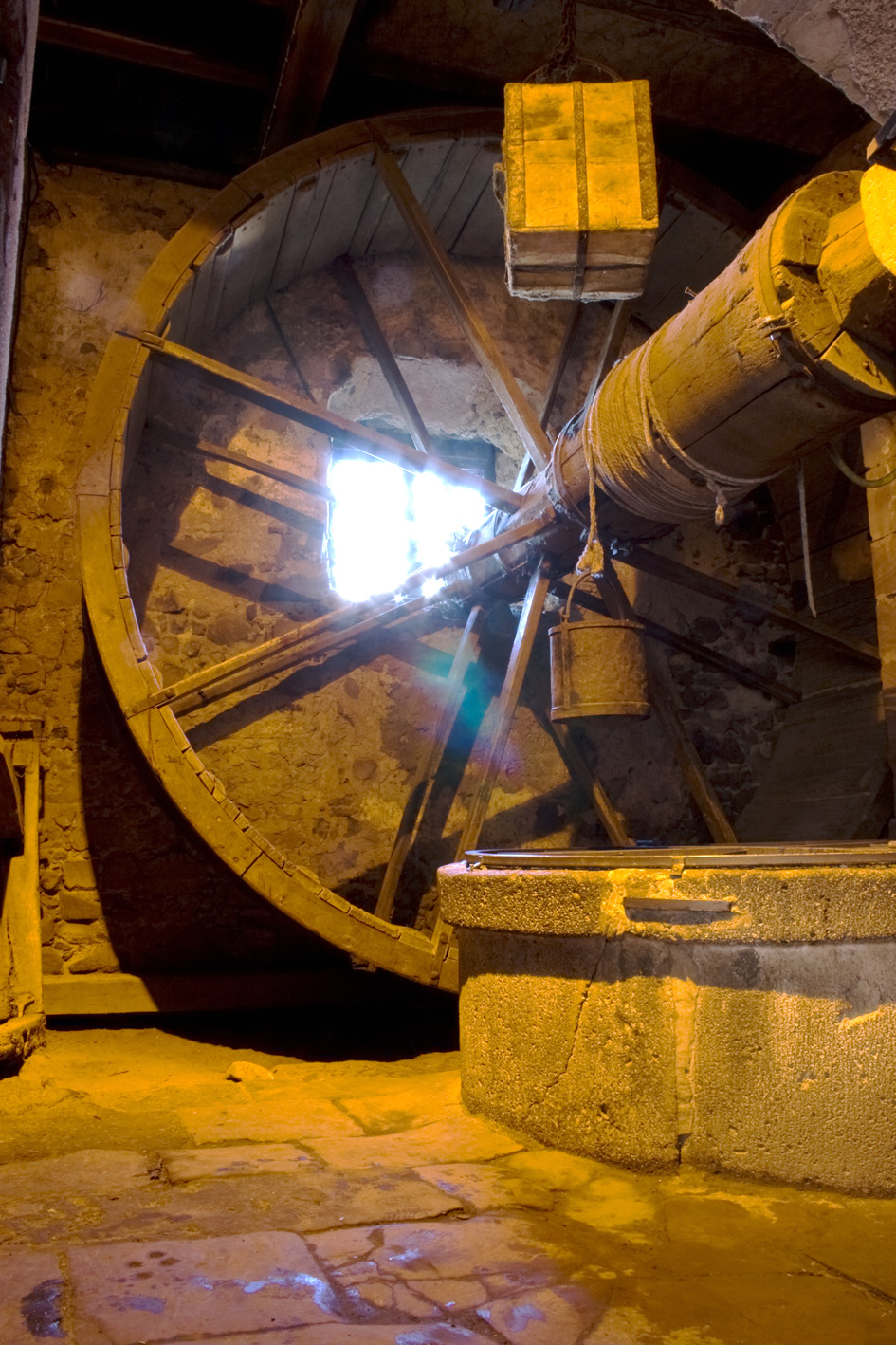
Brunnen der Burg

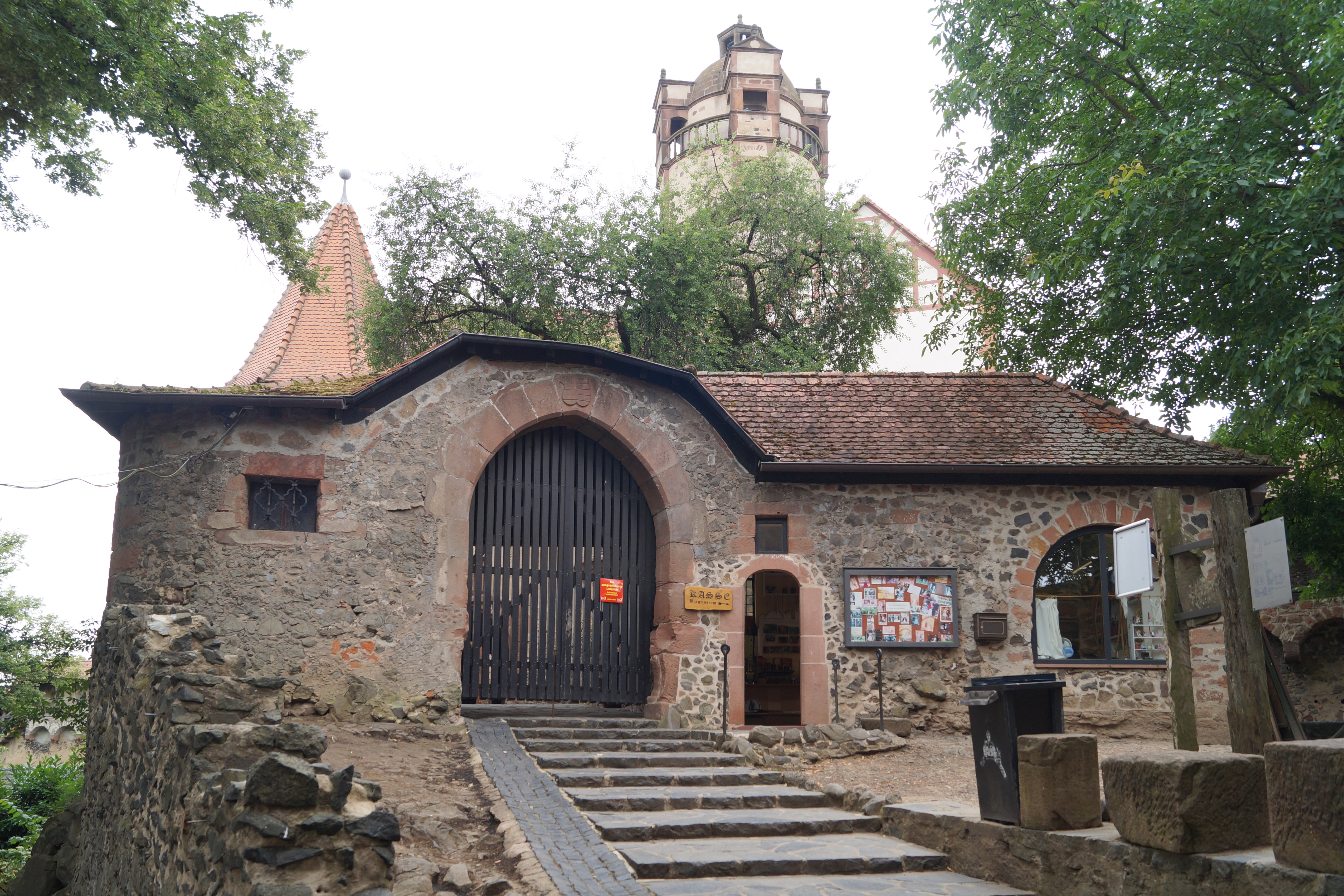
Zweites Torhaus (heute Museumskasse) mit Wappenstein des Grafen Philipp von Ysenburg-Büdingen und seiner Gemahlin Amalie von Rieneck und der Jahreszahl 1527

Der Kern des dritten Torbaus dürfte aus dem 14. Jahrhundert stammen, als der Kernburg ein weiteres Tor vorgelagert wurde. Die Kontur des ursprünglichen Tores lässt sich im ehemaligen Graben an der Nordseite noch erkennen. Der einfach profilierte Spitzbogen des Tores stammt aus dem späten 15. Jahrhundert. Der Wappenstein über dem Tor wurde nachträglich 1523 eingesetzt, wobei ein älteres Fenster aufgegeben wurde. Ursprünglich muss sich über dem Tor die Zugvorrichtung für eine Zugbrücke befunden haben. Das heute über der Tordurchfahrt befindliche Gewölbe wurde nachträglich eingefügt. Auf eine Zugbrücke weist auch die Beschaffenheit der auf das Tor zuführenden Rampe (erneuert 1565) hin. Das kräftige Mauerwerk reicht bis etwa zweieinhalb Meter vor das Tor, eine gemauerte Verbindung wurde erkennbar später eingesetzt.
Südwestlich des Tores wird die Durchfahrt von einem starken runden Turm flankiert. Für die Errichtung des Tores wurde ein Teil seines Mauerwerks abgearbeitet, was darauf hinweist, dass der Turm ebenfalls älter als die heutige Toranlage sein muss und beim Neubau des Tores daran angepasst wurde. Als im 16. Jahrhundert das nördlich gelegene Torhaus zum Brunnenhaus umgebaut wurde, verlegte man die Wachstube ins Erdgeschoss dieses Turmes.
Am nördlich der Tordurchfahrt gelegenen Brunnenhaus wurden ebenfalls zahlreiche Umbauten durchgeführt. Zunächst als Wachstube für das Tor konzipiert, baute man 1529 nördlich des Tores einen dreieckigen Erker an. Die Jahreszahl befindet sich auch am Zugang zur Wachstube. 1550 wurde der dreieckige Vorbau nördlich des Tores für den Anschluss eines Wehrganges abgearbeitet. Ebenfalls in der Mitte des 16. Jahrhunderts, als der Fortschritt der Bergbautechnik die Anlage solcher Brunnen ermöglichte, wurde in das Wachhaus des Tores der Burgbrunnen nachträglich eingefügt. Man betritt die Brunnenstube von der Tordurchfahrt aus. Die oberen Lagen des 96 Meter tiefen Brunnens bestehen aus Quadern, auf denen Zangenlöcher und Steinmetzzeichen erkennbar sind. Die Wasseroberfläche befindet sich in 84 m Tiefe, wobei der Brunnen ursprünglich eine Tiefe von 125 m hatte. Hinter dem Brunnen befindet sich das hölzerne Drehrad aus dem 16. Jahrhundert, das von Menschen bedient wurde. Ein Teil des Mauerwerks und die gesamte Zwischendecke zum ehemaligen Obergeschoss der Wachstube mussten bei seinem Einbau entfernt werden.

#### Zweites Torhaus
Das äußerste Tor der Kernburg besteht aus einem spitzbogigen Tor mit einem kleinen, eingeschossigen Torhaus und wird heute als Museumskasse genutzt. Über dem Tor befindet sich ein Wappenstein des Grafen Philipp von Ysenburg-Büdingen und seiner Gemahlin Amalie von Rieneck mit der Jahreszahl 1527.

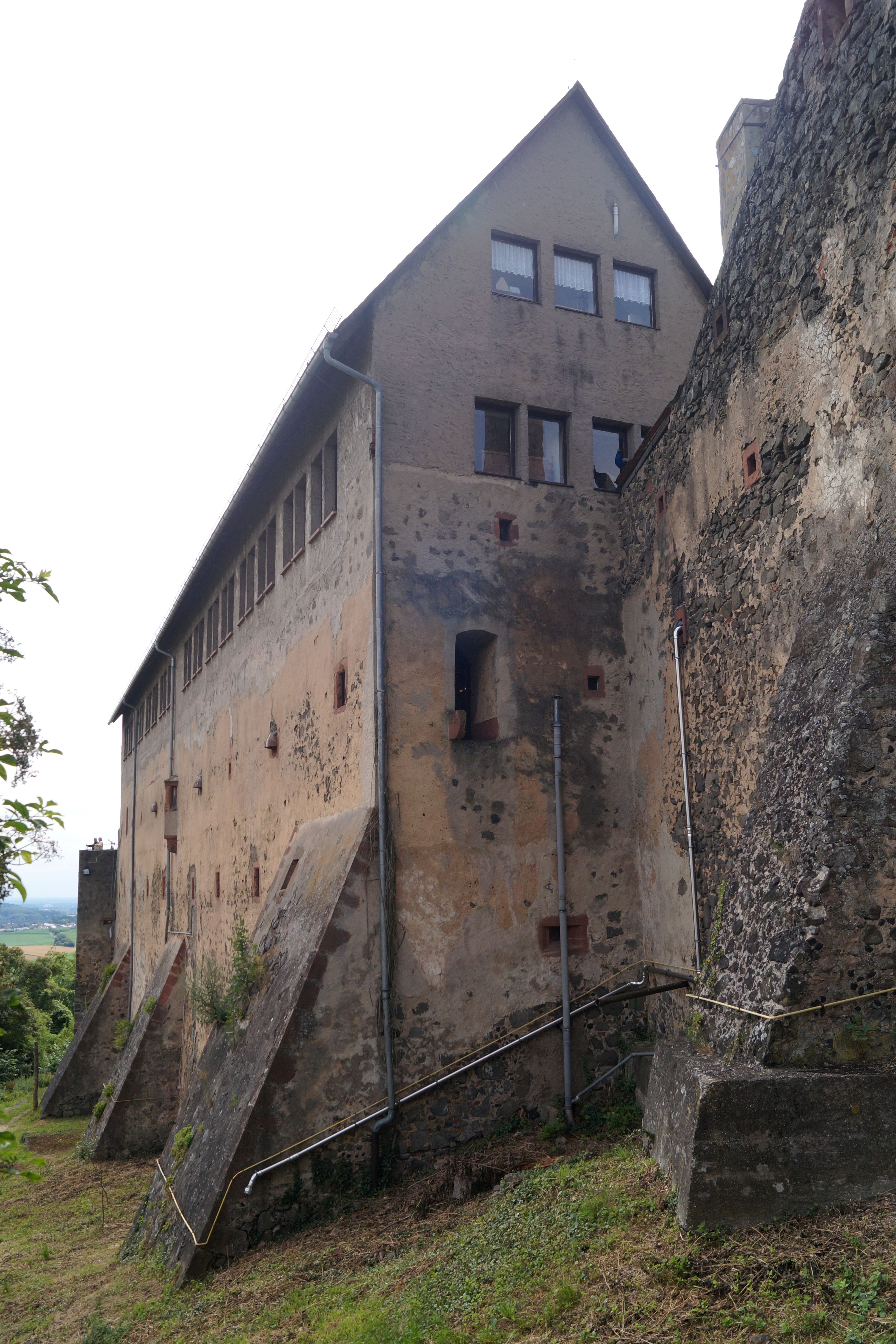
Blick entlang des Marstalls (Feldseite) nach Südwesten

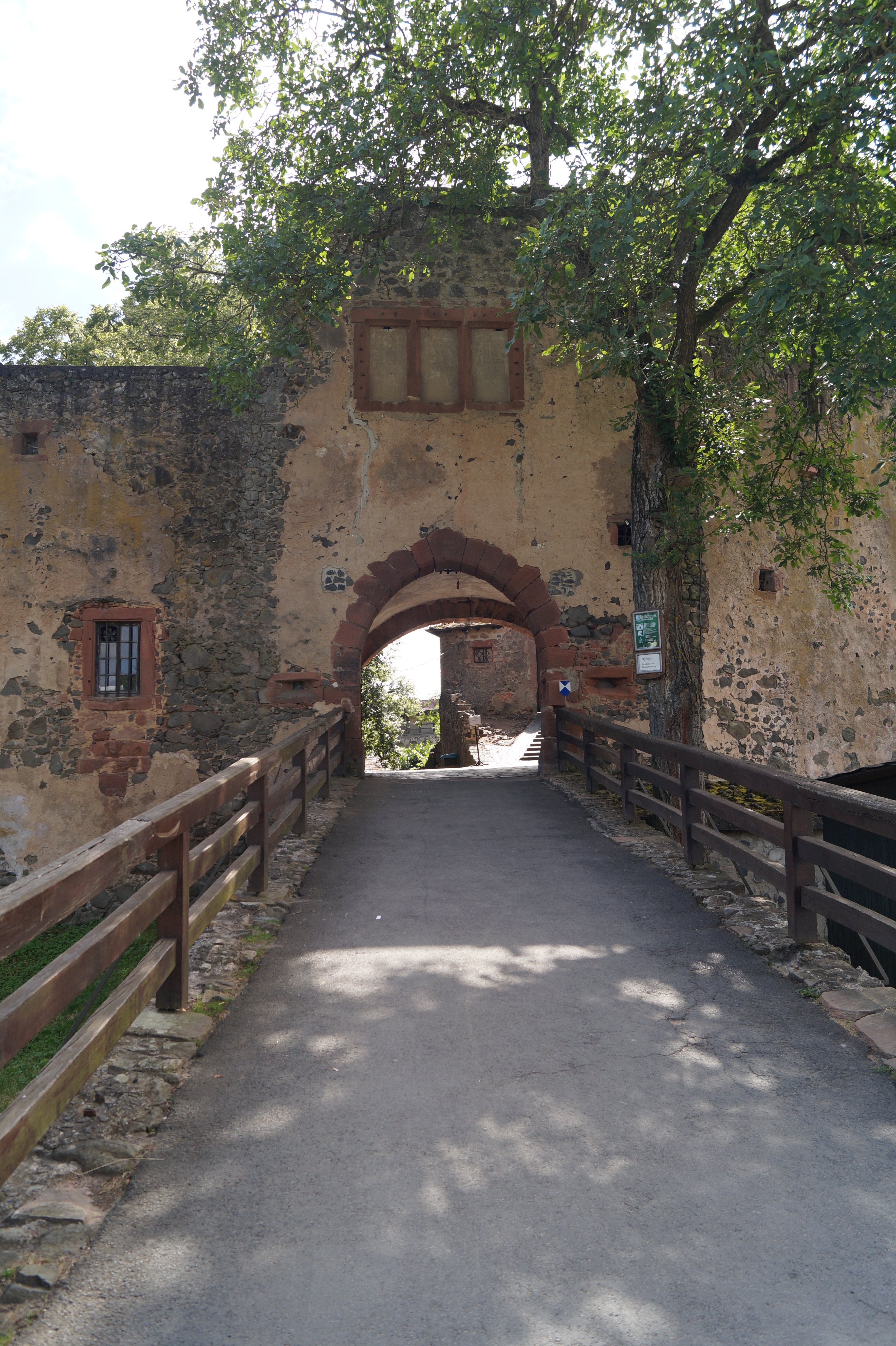
Außenansicht des äußeren Torhauses

### Zwinger
Im späten 14. oder frühen 15. Jahrhundert umgab man den Saalbau im Süden und Westen mit einem Zwinger. Er wies ursprünglich drei halbrunde Schalentürme auf, von denen man später den nördlichen aufstockte, um einen Treppenturm für das Backhaus zu erhalten. Gleichzeitig mit dem Zwinger entstand wohl das ursprüngliche dritte Torhaus.

### Vorburg
Die ausgedehnte Vorburg ist der Kernburg im Osten und Süden vorgelagert. Sie entstand während der Nutzung der Ronneburg als Residenz in der Zeit zwischen 1538 und 1555. Der nördliche Teil der Vorburg stellt die Hauptangriffsseite dar. Die hohe Bruchsteinmauer weist stellenweise einen gut erhaltenen Wehrgang mit abwechselnd gedeckter und offener Schießscharte auf, von denen erstere es erlaubte, Feinde unten am Mauersockel zu bekämpfen. Sehenswert sind ferner ein spitzdreieckiger Erker nahe dem Tor, eine spitzbogige Ausfallpforte (datiert 1540) rechts des Zyngels, ein Aborterker und der nachträgliche Anschluss der Vorburg an die Kernburg. Ein Fußweg um die Burg ermöglicht es, diese baulichen Merkmale von außen zu besichtigen.

#### Marstall
Der langgestreckte Marstall wirkt durch seine Größe und Lage wie das Hauptgebäude der Vorburg. Zwei spitzbogige Portale mit Inschriften von 1549 und 1551 weisen auf die ursprüngliche Bauzeit des Gebäudes hin. Das ursprüngliche Obergeschoss wurde aber nach 1838 (Verkauf auf Abbruch) abgetragen und erst 1964 ergänzt. Entsprechend ergibt sich ein historischer Eindruck der Bausubstanz nur im Erdgeschoss, wo noch Putzreste erhalten sind. Heute enthält der Marstall die Burggastronomie.

#### Bandhaus
Das Bandhaus befindet sich mittig in der Vorburg. Es besitzt heute nur noch ein Geschoss, enthält aber einen größeren Gewölbekeller. Das Gebäude diente als Weinlager. Den Grundstein legte Barbara von Wertheim 1554, ein weiterer Stein am Kellerhals trägt die Jahreszahl „1555“. Das ursprüngliche Obergeschoss fiel dem Brand von 1621 zum Opfer, wurde 1654 wiederhergestellt und 1870 auf Abbruch verkauft. Das heutige, recht flache Dach stammt von 1905. Ein Denkmal neben dem Gebäude erinnert an Peter Nieß, der wesentlich zur Erforschung und zum Erhalt der Ronneburg beigetragen hat.

#### Erstes Torhaus
Das äußere Burgtor überragte früher durch zwei Obergeschosse die Mauer der Vorburg deutlich. Die Obergeschosse mit Renaissancegiebel wurden 1870 abgebrochen, ein Treppenaufgang ist noch am Übergang zum Marstall erkennbar. Das außen spitzbogige Tor (Wappenstein mit Jahreszahl „1538“) besaß keine Zugbrücke. An der Außenseite sind Putzreste über dem Bruchsteinmauerwerk aus Basalt erhalten. Nur einzelne Gewände waren aus Sandstein gefertigt, darunter zwei Schießscharten links und rechts des Tores. Bemerkenswert ist das Tor (linker Torflügel mit Datierung 1539) mit hölzernen Drehflügeln, Schlupfpforte, Eisenbeschlägen und dekorativem Schloss. Hofseitig befindet sich ein breiterer Bogen mit der Jahreszahl „1539“.
Von der Tordurchfahrt aus sind die anschließenden Räume erschlossen, darunter die südöstlich gelegene Wächterstube. Eine Wendeltreppe führte von dort in die ehemals vorhandenen Obergeschosse. Die Durchgänge besitzen korbbogige Portale, am Durchgang zur Wachstube ist die Jahreszahl „1542“ eingemeißelt. Ungewöhnlich für das 16. Jahrhundert sind die korbbogigen Fenstergewände.

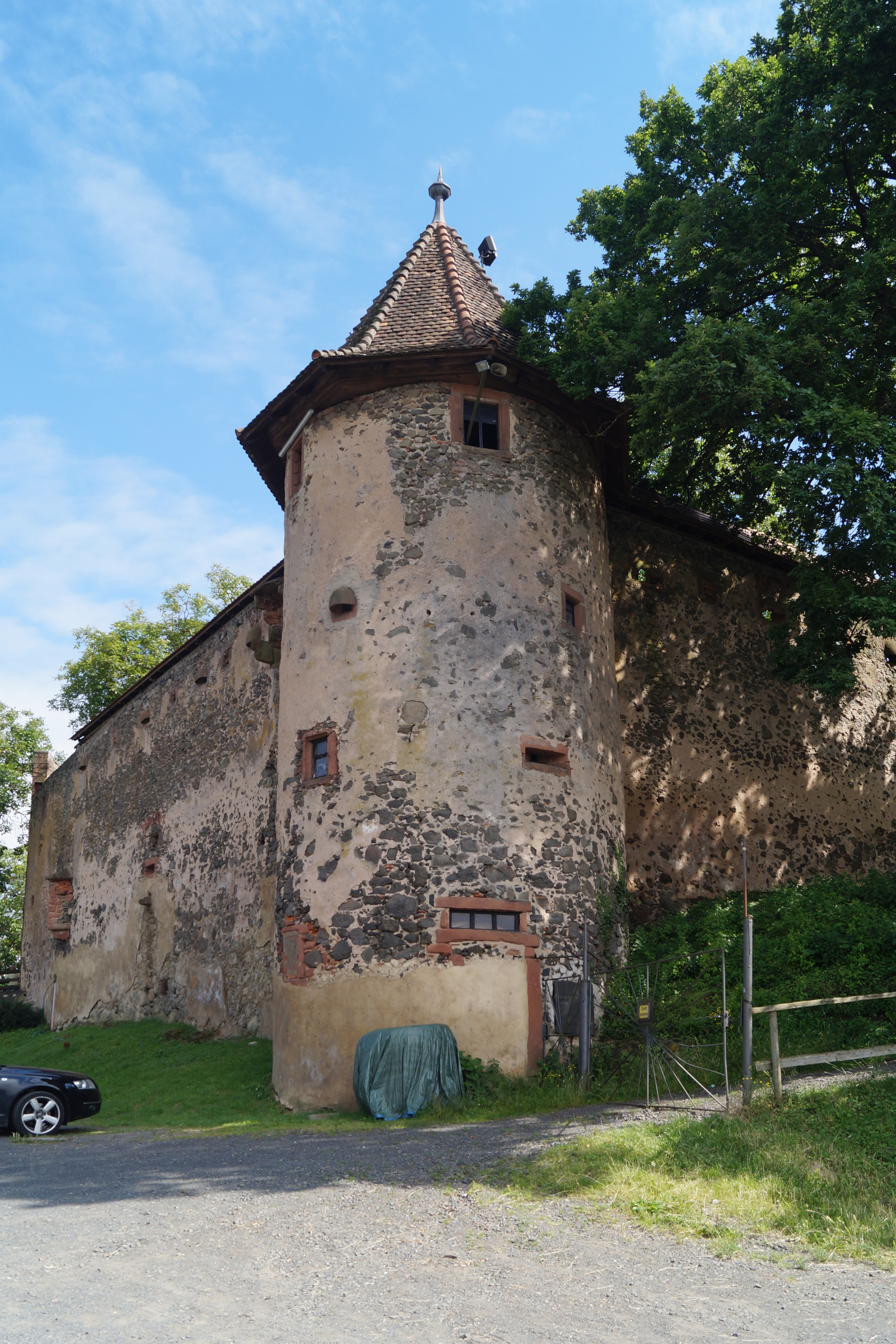
Außenansicht des Zyngel mit Befestigungsturm, daran Maulscharten zur Flankierung der Mauer

#### Befestigungstürme der Vorburg: Zyngel, Hexenturm, Südwestturm
Der nördliche Bereich der Vorburg ist besonders gesichert. Ursprünglich dürfte sich dort – auf Höhe des heutigen Parkplatzes – der Zufahrtsweg zur Burg befunden haben. Die Spitze der Wehrmauer nimmt ein nach außen runder Turm ein, der heute Zyngel genannt wird. Ursprünglich bezog sich dieser Name wohl auf die gesamte Ringmauer. Der Turm besitzt Maulscharten für Hakenbüchsen und kleinere Geschütze, mit denen auch die Flanken bestrichen werden konnten. Die Jahreszahl „1540“ auf der Ausfallpforte neben dem Turm legt nahe, dass der ganze Mauerabschnitt mit dem Turm in dieser Zeit errichtet wurde.
Für den südwestlich an den Marstall anschließenden Turmstumpf der hohen Umwehrung der Vorburg ist seit 1599 der Name „Hexenturm“ belegt, weil in diesem Jahr eine der Hexerei bezichtigte Frau dort eingesperrt wurde. Jahreszahlen auf einem spitzbogigen Portal im Untergeschoss und einer Schießscharte außen datieren die Bauzeit auf die Jahre 1550 bzw. 1549. Nur das Untergeschoss des außen halbrunden Turmes diente als Gefängnis. Oben trägt er eine Wehrplattform, auf der man recht gut die eigentliche Höhe der Vorburgmauer und die verschiedenen Typen von Schießscharten erkennen kann.

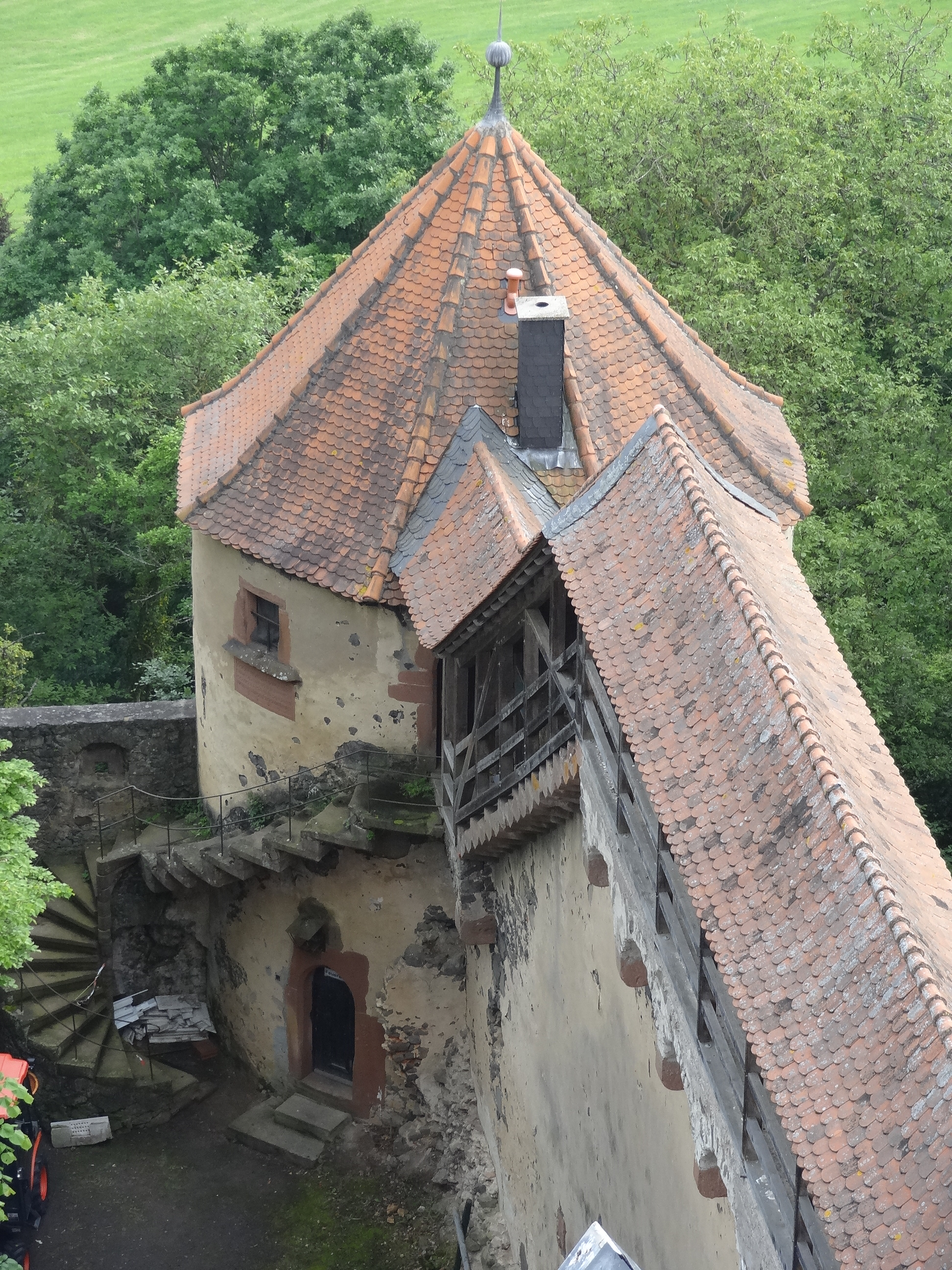
Südwestturm der Vorburg mit Wendeltreppe außen und Wehrgang der Vorburgmauer

Zum Schutz der südwestlichen Ecke der Vorburg wurde zwischen 1546 und 1549 ein Rundturm errichtet. Ein spitzbogiges Portal datiert auf das Jahr 1548, 1549 wurde auch das anschließende Mauerstück (Westmauer der Vorburg) vollendet. Im oberen Geschoss wurde nachträglich der Grundstein von 1546 eingelassen. Er trägt die Inschrift „Do disz Mauer angefangen war, Graf Jorg den ersten Stein legt dar, des Augusts achtzehenden behalt, funffzehen hundert sechs vitzih zalt – 1546“. Die Wendeltreppe außen am Turm wurde erst 1905 mit den wiederverwendeten Stufen einer Treppe aus dem Backhaus hinzugefügt.

## Heutige Nutzung
Die Burg beherbergt heute ein Burgmuseum, ein Restaurant und eine Falknerei. Die Vorburg mit der Gastronomie ist tagsüber frei zugänglich. Museal genutzt wird vorwiegend die Kernburg (Kassenhaus und Museumsshop im zweiten Torbau). Der 32 Meter hohe Bergfried der Burg kann bestiegen werden und bietet von der umlaufenden Aussichtsplattform, auf der zwei Fernrohre angebracht sind, einen Ausblick von einigen Kilometern, bei schönem Wetter sogar bis nach Frankfurt.

## Sehenswertes und Aktivitäten rund um die Burg

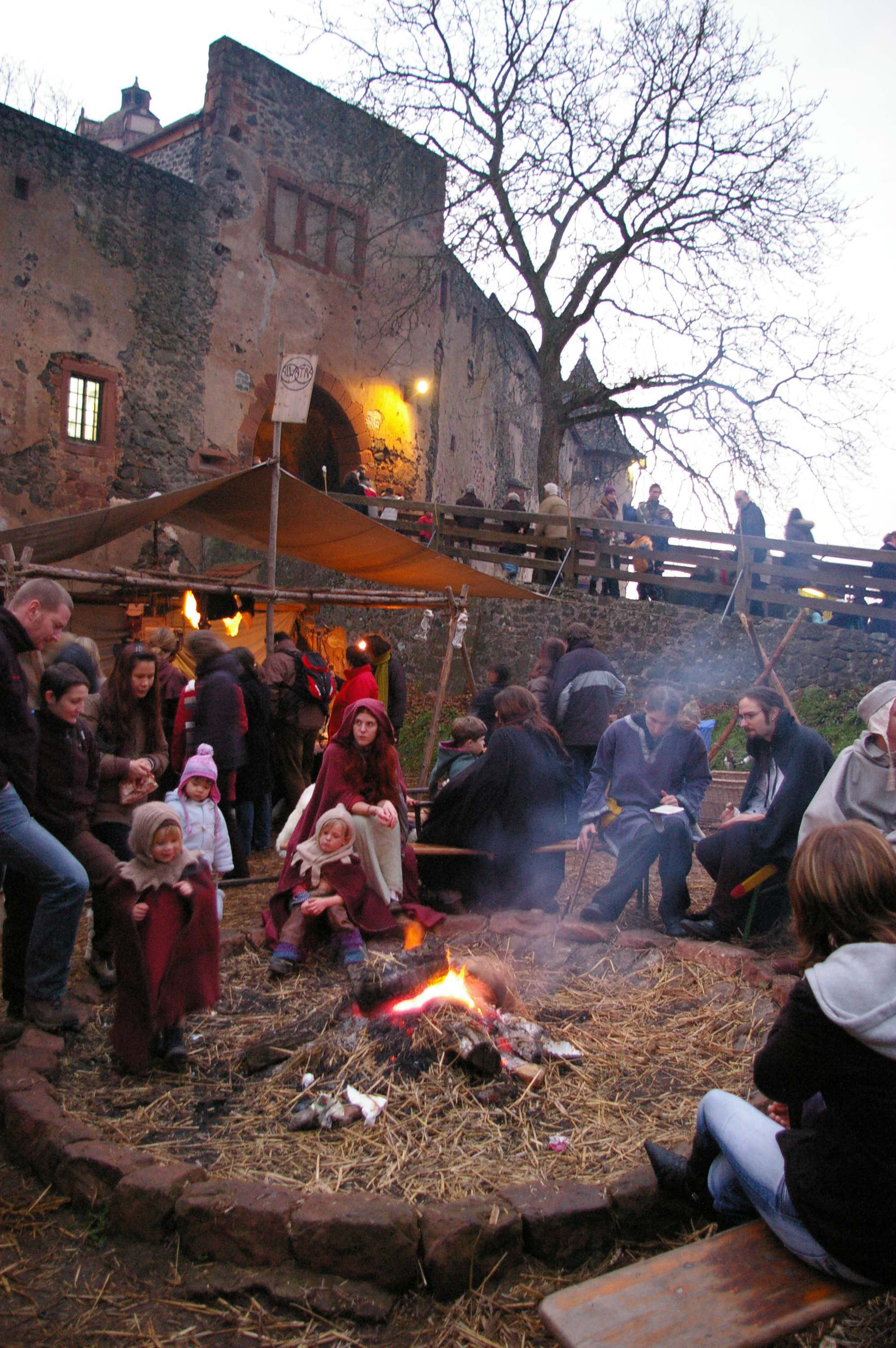
Vom Mittelalter inspirierter Weihnachtsmarkt

- Der Förderkreis „Freunde der Ronneburg“ organisiert zahlreiche Ritterspiele und Mittelaltermärkte.
- Es finden regelmäßig Bogenbauseminare statt, in denen historische und prähistorische Bögen nachgebaut und Grundkenntnisse des instinktiven Bogenschießens vermittelt werden.
- Die steilen Seitenhänge des Basaltkegels bieten ein ausgezeichnetes Übungsgelände für Gleitschirmflieger.
- Um die Burg besteht ein dichtes Netz von markierten Wanderwegen.
- Eine Jugendbildungsstätte gleichen Namens (Jugendzentrum Ronneburg) befindet sich in der unmittelbaren Nähe.
- Für die Bewohner der Ronneburg gab es zwei Friedhöfe. Die jüdischen Verstorbenen wurden auf dem Jüdischen Friedhof Altwiedermus im Tal bestattet.[38] Ein Friedhof für die christlichen Bewohner wurde in der Neuzeit an der Zufahrtsstraße angelegt.
- Südöstlich der Burg befindet sich am Steinkopf ein größerer Basaltsteinbruch, aus dem wahrscheinlich ein Großteil des Baumaterials für die Ronneburg stammt.[39]